# Liste der technischen Denkmale in Dresden
Die Liste der technischen Denkmale in Dresden enthält die Technischen Denkmale in Dresden.
Diese Liste ist eine Teilliste der Liste der Kulturdenkmale in Sachsen.

## Legende
- Bild: Bild des Kulturdenkmals, ggf. zusätzlich mit einem Link zu weiteren Fotos des Kulturdenkmals im Medienarchiv Wikimedia Commons. Wenn man auf das Kamerasymbol klickt, können Fotos zu Kulturdenkmalen aus dieser Liste hochgeladen werden:
- Bezeichnung: Denkmalgeschützte Objekte und ggf. Bauwerksname des Kulturdenkmals
- Lage: Straßenname und Hausnummer oder Flurstücknummer des Kulturdenkmals. Die Grundsortierung der Liste erfolgt nach dieser Adresse. Der Link (Karte) führt zu verschiedenen Kartendiensten mit der Position des Kulturdenkmals. Fehlt dieser Link, wurden die Koordinaten noch nicht eingetragen. Sind diese bekannt, können sie über ein Tool mit einer Kartenansicht einfach nachgetragen werden. In dieser Kartenansicht sind Kulturdenkmale ohne Koordinaten mit einem roten bzw. orangen Marker dargestellt und können durch Verschieben auf die richtige Position in der Karte mit Koordinaten versehen werden. Kulturdenkmale ohne Bild sind an einem blauen bzw. roten Marker erkennbar.
- Datierung: Baubeginn, Fertigstellung, Datum der Erstnennung oder grobe zeitliche Einordnung entsprechend des Eintrags in der sächsischen Denkmaldatenbank
- Beschreibung: Kurzcharakteristik des Kulturdenkmals entsprechend des Eintrags in der sächsischen Denkmaldatenbank, ggf. ergänzt durch die dort nur selten veröffentlichten Erfassungstexte oder zusätzliche Informationen
- ID: Vom Landesamt für Denkmalpflege Sachsen vergebene, das Kulturdenkmal eindeutig identifizierende Objekt-Nummer. Der Link führt zum PDF-Denkmaldokument des Landesamtes für Denkmalpflege Sachsen. Bei ehemaligen Kulturdenkmalen können die Objektnummern unbekannt sein und deshalb fehlen bzw. die Links von aus der Datenbank entfernten Objektnummern ins Leere führen. Ein ggf. vorhandenes Icon  führt zu den Angaben des Kulturdenkmals bei Wikidata.

## Dresden, Stadt
| Bild                                    | Bezeichnung | Lage                             | Datierung | Beschreibung | ID       |
| --------------------------------------- | --- | -------------------------------- | --- | --- | -------- |
|                                         | Sachgesamtheit historische Straßenbeleuchtung |                                  | Ende 19. / Anfang 20. Jahrhundert (Stadtbeleuchtung) | System aus historischen Gasleuchten (auch elektrifizierte Leuchten), Verbindungsleitungen und Verteilerstationen auf dem Stadtgebiet von Dresden; technikhistorische, sozial- und stadtgeschichtliche Bedeutung | 09299952 |
|                                         | Neue Artilleriewerkstatt; Artilleriewerkstatt Nord; Sachsenwerk Dresden, Werk II (ehem.)                                                         | Albertstadt (Karte)              | bezeichnet 1915–1918 (Fabrik) | Schmiedehalle; langgestreckte Fabrikhalle mit zwei turmartigen Anbauten auf der Rückseite, ursprünglich Teil der Dresdner Artilleriewerkstätten, Schmiedegebäude, zudem eines der bemerkenswertesten Dresdner Industriegebäude aus dem Anfang des 20. Jahrhunderts, bau- und militärgeschichtlich bedeutend | 09215415 |
|                                         | Garnisonsversorgungsanstalten; Provianthof; Heeresbäckerei; Stadtarchiv                                                                          | Albertstadt (Karte)              | um 1880 (Militärbau) | Langgestrecktes Gebäude (Elisabeth-Boer-Straße 1/2 und Provianthofstraße 7); ehemalige Bäckerei mit Brotmagazin, heute Stadtarchiv usw., baugeschichtlich und militärgeschichtlich sowie städtebaulich bedeutend | 09218682 |
|                                         | Garnisonsversorgungsanstalten; Magazinhof; Fouragehof; Königl. Garnisonmühle Dresden (ehem.)                                                     | Albertstadt (Karte)              | um 1890 (Magazin); bezeichnet 1902–1903 (Mühle) | Ein großer Speicher und ein Mühlengebäude; Speicher ursprünglich Körnermagazin, bau- und technikgeschichtlich, städtebaulich sowie im Zusammenhang mit der Albertstadt militärhistorisch bedeutend (siehe auch Provianthofstraße 2/4) | 09215056 |
|                                         | Neue Artilleriewerkstatt | Albertstadt (Karte)              | 1915–1916 (Fabrik) | Fabrikhalle; zweigeschossiger Bau, ursprünglich Teil der Dresdner Artilleriewerkstätten, als Schlosserei und (Geschoss-)Dreherei errichtet, militärhistorisch bedeutend, zudem als markanter Bau der Architektur um 1910 baugeschichtlich von Belang | 09215285 |
| Weitere Bilder                          | Elektr. Centrale (ehem.) | Albertstadt (Karte)              | 1900–1902 (Fabrikgebäude) | Fabrikgebäude mit länglichem Nebengebäude und Schornstein/Esse, ehemaliges Kraftwerk der Garnison | 09215288 |
| Weitere Bilder                          | Munitionsanstalt; Geschossdreherei III; Anstreicherei II                                                                                         | Albertstadt                      | 1914–1915 (Fabrik) | Fabrikgebäude; Komplex aus zwei anderthalbgeschossigen Kopfbauten, die eine eingeschossige Halle verbindet, ursprünglich Teil der Munitionsanstalt und der Dresdner Artilleriewerkstätten, Geschossdreherei mit Hülsenziehern, militärgeschichtlich bedeutend | 09215286 |
|                                         | Neue Artilleriewerkstätten | Albertstadt (Karte)              | 1915–1916 (Fabrik) | Fabrikhalle; eingeschossige ausschwingende Jugendstilfassade der Spätphase, ursprünglich Teil der Dresdner Artilleriewerkstätten, Hülsenanfertigung (oder Holzbearbeitungswerkstätten), militärgeschichtlich bedeutend | 09215287 |
| Weitere Bilder                          | VEB Turbinenfabrik; VEB Strömungsmaschinen (ehem.)                                                                                               | Albertstadt (Karte)              | 1952–1953 (Fabrikgebäude); 1956–1957 (Verwaltungsgebäude) | Verwaltungsgebäude mit zwei flacheren Anbauten sowie langgestreckte, frei stehende Großmontagehalle bzw. Fabrikhalle; Verwaltungsgebäude markanter, turmartiger Bau mit Klinkerfassade, Fensterbändern, Flugdach und gestalterisch hervorgehobenem Treppenhaus, die Großmontagehalle mit dem gleichen Material, hohen Fenstern und flachem Walmdach, ein für die Zeit moderner Zweckbau, die nahe gelegene Ausstellungshalle des Militärhistorischen Museums als Strömungsgetriebehalle von der Turbinenfabrik errichtet, die einzelnen Bauten nehmen durch Material und gestalterischer Motive Bezug zueinander, bau- und industriegeschichtlich bedeutend, das Verwaltungsgebäude zudem künstlerisch von Belang (Strömungsgetriebehalle siehe Olbrichtplatz 2) | 09217793 |
| Weitere Bilder                          | Königl. Artilleriewerkstatt Dresden (ehem.) | Albertstadt (Karte)              | 1914–1915 (Verwaltungsgebäude) | Verwaltungsgebäude; markanter Bau mit hohem Mansarddach und Uhrturm, Beispiel der versachlichten Architektur nach 1900 (auch Reformarchitektur), zudem Teil der einzigartigen Garnisonsstadt (Albertstadt), hier des Bereichs der Munitions- und Waffenfabriken, baugeschichtlich, militärhistorisch und stadtentwicklungsgeschichtlich bedeutend | 09215417 |
| Weitere Bilder                          | Munitionsanstalt; Geschossdreherei I und II | Albertstadt (Karte)              | 1910 (Geschossdreherei II) | Zwei Fabrikgebäude; giebelseitig zur Melitta-Bentz-Straße | 09215283 |
|                                         | Pförtnerhaus (ehem.) | Albertstadt (Karte)              | um 1902 (Pförtnerhaus) | zu den benachbarten Munitions- und Waffenfabriken der Albertstadt gehörig, militärgeschichtlich und ortsgeschichtlich bedeutend | 09215411 |
| Weitere Bilder                          | Munitionsfabrik; Hauptgebäude „B“ (ehem.) | Albertstadt (Karte)              | 1898–1899, bezeichnet 1898 (Fabrik) | Fabrikkomplex, breit gelagerter Hauptbau mit Klinkerfassade und wehrhaft anmutender Zinnenarchitektur, dazu Verbindungstrakt, straßenseitiger Teil des Nebengebäudes, dieser mit Zierrat versehen (der größere hintere Teil des Nebengebäudes kein Denkmal, da zu stark verändert), Einfriedung und Toranlage; repräsentative Industrieanlage, ihrer Funktion als Munitionsfabrik entsprechend im „Burgenstil“ errichtet (u. a. typische Erscheinung des Historismus), baugeschichtlich bedeutend, zudem als Teil der einzigartigen Garnisonsstadt (Albertstadt) militärhistorisch und stadtentwicklungsgeschichtlich von Belang | 09215294 |
|                                         | Geschossfabrik; Munitionsfabrik; Hauptgebäude „A“ (ehem.)                                                                                        | Albertstadt (Karte)              | 1880 (Fabrikgebäude) | Fabrikgebäude | 09215293 |
| Weitere Bilder                          | Königl.-Sächs. Munitionsfabrik; Platzpatronenfabrik; Radio Mende (ehem.)                                                                         | Albertstadt (Karte)              | 1890 (Fabrikgebäude) | Hauptwache der Munitionsfabrik unmittelbar an der Straße und seitlich gelegene, U-förmige Anlage der Platzpatronenfabrik, später Radio Mende, einschließlich südwestlichem Erweiterungsbau sowie hölzernem Verbindungsgang zwischen beiden; ersteres mit erhöhtem und übergiebeltem Mitteltrakt, Putzfassade sowie Tür- und Fensterrahmen aus Sandstein, wohl das älteste Gebäude des einstigen Feldzeugmeisterei- und späteren Industriegeländes im Bereich Königsbrücker Straße und Meschwitzstraße, die Gebäude der einstigen Fabrik mit Klinkerfassaden, der Erweiterungsbau mit Dachreiter, Baulichkeiten baugeschichtlich von Belang, im Zusammenhang mit der Albertstadt von besonderer militärgeschichtlicher Bedeutung | 09215412 |
| Weitere Bilder                          | VEB Turbinenfabrik Dresden; VEB Strömungsmaschinen; Militärhistorisches Museum                                                                   | Albertstadt (Karte)              | 1960–1961 (Fabrikhalle) | Fabrikhalle; langgestreckter, zum Großteil dreischiffiger Hallenbau, Stahlbetonskelettkonstruktion mit Klinkerwänden, belebt durch Fensterbänder, ausgesprochen qualitätvoller DDR-Industriebau um 1960, in dieser Form in Dresden wohl singulär, in etwa vergleichbar nur mit den nahegelegenen Bauten des VEB Turbinenfabrik und einem weiteren Klinkergebäude auf dem Gelände von TuR Übigau (heute Siemens), bau- und industriegeschichtlich bedeutend (siehe auch Königsbrücker Straße 96) | 09218225 |
|                                         | Garnisonsversorgungsanstalten; Provianthof (ehem.)                                                                                               | Albertstadt (Karte)              | Ende 19. Jahrhundert (Lagerhalle) | Zwei Lagerhallen; heute in Supermarkt integriert, im Zusammenhang mit Albertstadt militärgeschichtlich bedeutend | 09218686 |
| Weitere Bilder                          | Garnisonsversorgungsanstalten; Provianthof (ehem.)                                                                                               | Albertstadt (Karte)              | Ende 19. Jahrhundert (Heizhaus) | Heizhaus mit Schornstein; heute Erlebnisgastronomie, als Teil der einstigen Garnisonsversorgungsanstalten der Albertstadt, vor allem militärgeschichtlich und ortsgeschichtlich bedeutend | 09218685 |
|                                         | Garnisonsversorgungsanstalten; Provianthof; Heeresbäckerei; Stadtarchiv                                                                          | Albertstadt (Karte)              | um 1880 (Militärbau) | Langgestrecktes Gebäude (Elisabeth-Boer-Straße 1/2 und Provianthofstraße 7); ehemalige Bäckerei mit Brotmagazin, heute Stadtarchiv usw., baugeschichtlich und militärgeschichtlich sowie städtebaulich bedeutend | 09218682 |
|                                         | Eisenbahnbrücke | Albertstadt (Karte)              | um 1900 (Eisenbahnbrücke) | elegante Stahlbalkenbrücke mit flankierenden Mauern, eine der letzten dieser Art in Dresden, baugeschichtlich und technikgeschichtlich von Bedeutung | 09214975 |
| Weitere Bilder                          | Prießnitztalviadukt; Carolabrücke (ehem.) | Albertstadt (Karte)              | 1874 (Viadukt) | Viadukt über die Prießnitz im Zuge der Stauffenbergallee; aus hohen Sandsteinbögen bestehend, nach Fertigstellung Verkehrsverbindung und Träger von Gasleitung und Hauptwasserröhren, eines der markantesten Brückenbauwerke von Dresden aus der zweiten Hälfte des 19. Jahrhunderts, zudem im Zusammenhang mit der Entwicklung der Albertstadt von Belang, bau- und militärhistorisch sowie städtebaulich bedeutend | 09210024 |
| Weitere Bilder                          | Zünderfabrik (ehem.) | Albertstadt (Karte)              | 1901–1903, bezeichnet 1902 (Fabrik) | Fabrikkomplex mit Einfriedung, Tor und Wachgebäude/Torhaus zur Königsbrücker Straße; langgestreckte Anlage, Teil der immer noch beeindruckenden einstigen Produktionsstätten der Dresdner Garnison (Albertstadt) mit zumeist um 1900 entstandenen, wehrhaft anmutenden Klinkerbauten, mit Zinnen und kleine Türmchen andeutenden Aufsätzen exemplarisches Zeugnis für den Romantischen Historismus, ortsgeschichtlichen und baugeschichtlichen Bedeutung | 09215414 |
|                                         | Zünderfabrik; Straße E | Albertstadt (Karte)              | bezeichnet 1902 (Fabrik) | Fabrikgebäude; Teil der immer noch beeindruckenden einstigen Produktionsstätten der Dresdner Garnison (Albertstadt) mit zumeist um 1900 entstandenen, wehrhaft anmutenden Klinkerbauten, mit Zinnenkranz und gotischen Fenstergestaltungen exemplarisches Zeugnis für den Romantischen Historismus / die Neogotik, ortsgeschichtliche und baugeschichtliche Bedeutung | 09215284 |
| Weitere Bilder                          | Zünderfabrik; Gawadi-Schutzkleiderfabrik (ehem.)                                                                                                 | Albertstadt (Karte)              | 1903–1904 (Fabrik); 1913–1914, oder 1915 (Fabrik) | Fabrikgebäude; Komplex mit Klinkerarchitektur, aus älterem eingeschossigem Teil mit akzentuierender Zinnenreihe und höherem Erweiterungsbau, Betonkonstruktion, Jugendstilfassade, bau- und militärgeschichtlich bedeutend | 09215282 |
| Weitere Bilder                          | Waldmühle | Alt-Leuteritz/Brabschütz (Karte) | um 1870 (Getreidemühle) | Haupthaus einer ehemaligen Kornmühle; wissenschaftlich-dokumentarischer Wert als noch erhaltenes Beispiele der Mühlenbau-Tradition, baugeschichtlich, ortsgeschichtlich und technikgeschichtlich bedeutend | 09283221 |
|                                         | Wegesäule | Alt-Leuteritz/Brabschütz (Karte) | bezeichnet 1839 (Wegestein) | bemerkenswertes Beispiel mit herausgearbeitetem Kopf und Inschrift, Sandstein, ortsgeschichtlich und verkehrsgeschichtlich bedeutend | 09301020 |
| Weitere Bilder                          | Neue Brücke | Äußere Neustadt (Karte)          | um 1840 (Brücke) | Brücke; Bogenbrücke aus Sandsteinquadermauerwerk über die Prießnitz, bemerkenswert die zinnenartig gestaltete Brüstung, ortsgeschichtlich und landschaftsgestalterisch bedeutend | 09217055 |
| Weitere Bilder                          | Blaues Wunder | Blasewitz, Loschwitz (Karte)     | 1891–1893 (Straßenbrücke) | Brücke; eiserne Hängebrücke über die Elbe, technikgeschichtlich bedeutend, zudem als unverwechselbares und ortsbildprägendes Wahrzeichen Dresdens von städtebaulicher und landschaftsgestaltender Bedeutung | 09212820 |
| Weitere Bilder                          | Transformatorenhäuschen | Blasewitz (Karte)                | um 1930 (Transformatorenstation) | mit gestaffelter Bedachung | 09212686 |
| Weitere Bilder                          | Borsbergbefestigung; Sachgesamtheit Königlich-Sächsische Triangulierung („Europäische Gradmessung im Königreich Sachsen“); Station 7 Porsberg    | Borsberg (Karte)                 | Ende 18. Jahrhundert (Aussichtsplattform); bezeichnet 1865 (Triangulationssäule) | Terrassenförmige Bergbefestigung mit Aufgängen, künstlicher Felsengrotte, Triangulationssäule, Station 1. Ordnung und Trigonometrischer Punkt; Grotte: sog. Eremitage als Ausgangspunkt für die ab 1780 begonnene Ausschmückung des Friedrichsgrunds zu einem sentimentalen Landschaftspark (siehe auch Sachgesamtheit Friedrichsgrund, Obj. 09304894), baugeschichtlich, ortsgeschichtlich und technikgeschichtlich von Bedeutung | 09283654 |
| Weitere Bilder                          | Lohmühle (ehem.) | Bühlau (Karte)                   | M. 19. Jahrhundert (Mühle) | Komplex aus Wohnhaus und alter Wassermühle sowie Dampfmühle mit rückwärtigem Gewerbeanbau; vollständig zu Wohngebäuden umgebaut, als einstiger Mühlenstandort ortshistorisch von Bedeutung | 09211046 |
|                                         | Steinbruchhaus (ehem.) | Bühlau (Karte)                   | 19. Jahrhundert (Wohnhaus) | Wohnhaus und alte Schmiede | 09211093 |
|                                         | Zwei Brunnenhäuser/Pumpenhäuser | Coschütz                         | 1904 (Brunnenhaus auf Flst. 246); 1912–1913 (Brunnenhaus auf Flst. 239/1) | versorgten die Felsenkellerbrauerei, zum Teil von dort noch genutzt, markante, historisierende Klinker-Putz-Bauten über oktogonalem Grundriss, als Zweckbauten ansprechend gestaltet, vor allem ortsgeschichtlich, technikgeschichtlich und wirtschaftsgeschichtlich bedeutend, als Gruppe mit weiterem Pumpenhaus auf benachbarter Flur (siehe auch Bannewitz, Ortsteil Cunnersdorf), zudem mit Seltenheitswert | 09304480 |
| Weitere Bilder                          | Felsenkellerbrauerei | Coschütz (Karte)                 | 1856 (Brauerei) | Anlage aus südlicher Gebäudegruppe um einen Innenhof mit Hauptkontor, Verwaltungs- und Wohngebäude, Sudhäusern, Malzturm, Trockendarre, Küchengebäude und Laborgebäude, aus westlich gelegener Hopfenpräparieranstalt, aus geschlossenem Komplex mit Gär- und Fasskellergebäude, Kühlhaus, Kessel- und Maschinenhaus einschließlich großer Esse, Kohlenhochbunker sowie Böttcherei, aus dahinter befindlichem Gebäude mit Tankabfüllung (ehemaliges Flaschenlager), Gebäude am Coselweg, zeitweilig Teil des Kulturhauses der Eisenbahner, und aus ins Felsmassiv getriebenen Stollen zur Lagerhaltung; am ältesten die zumeist 1856 entstandene Gebäudegruppe mit Innenhof, diese aus markanten Bauten mit Zyklopenmauerwerk, Eckbetonungen und Lisengliederung; der geschlossene Komplex mit Gär- und Fasskellergebäude an der Vorderseite mit 1897–1898 bezeichnet, abgesehen davon Kühlhaus von 1876, Maschinenhaus von 1891, Fassstapelraum von 1904 und Kesselhaus, Kohlebunker sowie Esse von 1926, Gebäude dieser zweiten Baugruppe vor allen mit Klinkerfassaden, belebt von Lisenen usw., z. T. Fachwerkkonstruktionen; Tankabfüllung wohl auch aus dem Ende des 19. Jahrhunderts; die sich gestalterisch an die Klinkerbauten anlehnende Hopfenpräparieranstalt mit 1904 bezeichnet; Anlage der Felsenkellerbrauerei entwickelte sich zur größten industriell betriebenen Brauerei Sachsen, aus technologischer Sicht sogar Spitzenposition, bau-, industrie- und ortsgeschichtlich bedeutend, zudem mit dem seltenen System von in den Berg getriebenen Lagerstollen singulär (siehe auch Coselweg 3) | 09210566 |
|                                         | Arbeiterwohnhaus | Coschütz (Karte)                 | um 1770 (Wohnhaus) | gehörte früher zur Pulvermühle im Plauenschen Grund, ortsgeschichtlich bedeutend, einer der ältesten Bauten seiner Art in Dresden | 09211925 |
| Weitere Bilder                          | Weizen-, Militär-, Kommiß- und Garnisonmühle; König-Friedrich-August-Mühle                                                                       | Coschütz (Karte)                 | 1903–1905 (Mühle); 1918 (Silo) | Mühlengebäude mit rundem Siloturm; erbaut von der Firma Gebrüder Braune, vor allem der Turm weithin sichtbar, ortsgeschichtlich und städtebaulich bedeutend | 09211926 |
|                                         | Wasserwerk Coschütz | Coschütz (Karte)                 | 1939/1945 und 1946 (Wasserwerk) | Symmetrisch gestaltete Anlage aus Torhaus, Sozialgebäude, Büro- bzw. Verwaltungsgebäude, zwei Aufbereitungsgebäuden, Filterhalle mit Maschinenhaus sowie Zentraler Leitwarte und Zentralem Trinkwasserlabor; bau- und industriegeschichtlich bedeutend | 09211927 |
| Weitere Bilder                          | Bahnhof Cossebaude | Cossebaude/Neu-Leuteritz (Karte) | um 1880 (Empfangsgebäude) | Empfangsgebäude des Bahnhofes und Nebengebäude; markanter historisierender Bau aus leicht erhöhten Seitenflügeln und niedrigerem Verbindungstrakt, Teil der Bahnlinie nach Berlin, baugeschichtlich und verkehrsgeschichtlich bedeutend | 09275230 |
| Direkt Bild zu diesem Denkmal hochladen | Elektrizitätswerk (ehem.) | Cossebaude/Neu-Leuteritz (Karte) | 1899–1900 (Fabrikgebäude) | Fabrikgebäude; markanter, historisierender Klinkerbau, letzter älterer Industriebau von Cossebaude, baugeschichtlich und ortsgeschichtlich bedeutend | 09275557 |
| Direkt Bild zu diesem Denkmal hochladen | Bahnmeisterei, heute Wohnhaus | Cossebaude/Neu-Leuteritz (Karte) | 1880/1890 (Bahnmeisterei) | zeittypisches Bahngebäude mit historisierender Klinkerfassade, baugeschichtlich und verkehrsgeschichtlich bedeutend | 09275201 |
|                                         | Brauereigut; Brauschenke; Schirmergut; Klosterbrauerei (ehem.)                                                                                   | Cossebaude/Neu-Leuteritz (Karte) | 1607 Dendro (Wohnhaus) | Wohnhaus, Seitengebäude, Keller, Brunnen, Einfriedung und Torbogen; Seitengebäude mit Remisen- und Stalltrakt nach Sanierung nur noch teilweise denkmalwert, Keller als Zeugnis des abgebrochenen Brauereigebäudes (Dresdner Straße 2), ortsgeschichtlich sowie städtebaulich bedeutend, als Zeugnis ländlicher Architektur und Volksbauweise seiner Zeit baugeschichtlich von Bedeutung | 09275001 |
|                                         | Fruchtsaftfabrik Wilhelm Leske | Cossebaude/Neu-Leuteritz (Karte) | um 1910 (Verwaltungsgebäude) | ehemaliges Fabrikgebäude; Gebäudeteil an der Straße wahrscheinlich Wohn- und Verwaltungsbau, schlichter, zeittypischer Putzbau, baugeschichtlich bedeutend | 09275188 |
| Weitere Bilder                          | Hofbrauhaus (ehem.) | Cotta (Karte)                    | 1872 (Schornstein) | Schornstein der Brauerei; erinnerte als letztes bauliches Zeugnis an ein bemerkenswertes Ensemble der Industriearchitektur in der zweiten Hälfte des 19. Jahrhunderts, darüber hinaus städtebaulich von Belang; wurde 2021 abgerissen | 09210496 |
|                                         | Dobritzer Mühle; Zwirnmühle | Dobritz                          | bezeichnet 1789 (Mühle) | Gehöft mit Wohnhaus einschließlich Anbau, eigentlichem Mühlengebäude mit seitlicher Vorlaube und Torhaus; Gebäude mit Fachwerk, bau- und stadtentwicklungsgeschichtlich bedeutend | 09213620 |
| Weitere Bilder                          | VEB Verpackungsmaschinenbau; VEB Schokopack (ehem.)                                                                                              | Dobritz                          | 1962–1964 (Verwaltungsgebäude); 1962–1964 (Figurengruppe) | Bürohaus mit Verbindungsgang, Nebengebäude und freistehender Plastik; Hochhaus Stahlbetonskelettbau, vertikale Fassadengliederung, Fensterbrüstungen mit Mosaik, markanter rückseitiger Anbau, gestalterisch herausragender Industriebau der DDR-Architektur, architektonisch bedeutend und baukünstlerisch anspruchsvoll | 09301769 |
|                                         | Dresdner Gardinen- und Spitzenmanufaktur AG (ehem.)                                                                                              | Dobritz                          | 1906/1914 (Fabrik); nach 1918 (Kriegerdenkmal) | Fabrikgebäude (Gebäude A) und Kriegerdenkmal im Vorhof; im Gebäude beachtliche Treppenausstattung mit Kacheln, Geländern, Gittern, Türeinfassungen usw., gestalterisch bemerkenswerter Industriebau aus dem Anfang des 20. Jahrhunderts, bau- und industriegeschichtlich bedeutend | 09213619 |
| Weitere Bilder                          | Königsmühle (ehem.) | Dölzschen                        | 1858 (Mühle); 1878 (Klinkerfassade); 1890 (Lagergebäude) | Wohn-, Verwaltungs- und Mühlengebäude von 1858, Mühlengebäude von 1878 sowie Lagergebäude um 1890; Komplex der einstigen Dampfmühlen-Aktiengesellschaft zu Dresden, jüngeres Mühlengebäude mit markanter Klinkerfassade; bau- und industriegeschichtlich bedeutend | 09210563 |
| Weitere Bilder                          | Felsenkeller-Brauerei | Dölzschen                        | um 1910 und um 1925 (Gewerbegebäude) | Fuhr- und Kraftwagenpark der Brauerei, U-förmige Anlage mit Büro- und Garagengebäuden, eingeschossigen Garagenbauten und älterem Wirtschaftsgebäude | 09210564 |
|                                         | Fischmannsteiche | Dresdner Heide                   | Ende 17. Jahrhundert (Teich) | Anlage des Eisenbornbaches mit drei kleinen Teichen; orts- und technikgeschichtlich sowie landschaftsgestalterisch bedeutend | 09217020 |
| Weitere Bilder                          | Brücke über den Eisenbornbach | Dresdner Heide                   | Ende 19. Jahrhundert (Fußgängerbrücke) | Bogenbrücke aus Sandsteinquadern, baugeschichtlich und landschaftsgestalterisch bedeutend | 09217021 |
| Weitere Bilder                          | Brücke über den Gutebornbach | Dresdner Heide                   | 1876 (Brücke) | Bogenbrücke aus Sandsteinquadern, hervorgehoben durch hohe massive Brüstung, baugeschichtlich und landschaftsgestalterisch bedeutend | 09217030 |
|                                         | Schwedenbrücke | Dresdner Heide                   | 1841 (Brücke) | Brücke; Bogenbrücke aus Sandsteinquadermauerwerk über die Prießnitz, bemerkenswert die zinnenartig gestaltete Brüstung, ortsgeschichtlich und landschaftsgestalterisch bedeutend | 09217035 |
| Weitere Bilder                          | Untere Wettinbrücke | Dresdner Heide                   | 1840 (Brücke) | Brücke über die Prießnitz; Bogenbrücke aus Sandsteinquadern mit aufgemauerter Brüstung, baugeschichtlich und landschaftsgestalterisch bedeutend | 09217057 |
| Weitere Bilder                          | Kannenhenkelbrücke | Dresdner Heide                   | 1840 (Brücke) | Brücke; Bogenbrücke aus Granitbruchstein mit aufgemauerter Brüstung, ortsgeschichtlich und landschaftsgestalterisch bedeutend | 09217041 |
| Weitere Bilder                          | Kuhschwanzbrücke | Dresdner Heide                   | 1840 (Straßenbrücke) | Brücke über die Prießnitz; Bogenbrücke aus Granitbruchstein mit aufgemauerter Brüstung, baugeschichtlich und landschaftsgestalterisch bedeutend | 09217046 |
| Direkt Bild zu diesem Denkmal hochladen | Alte Vier | Dresdner Heide                   | 1822 (Brücke) | Brücke; kleine Bogenbrücke aus Sandsteinquadern mit hoher Brüstung, baugeschichtlich und landschaftsgestalterisch bedeutend | 09217050 |
| Direkt Bild zu diesem Denkmal hochladen | Brücke | Dresdner Heide                   | um 1840 (Brücke) | Bogenbrücke aus Sandsteinquadern über die Prießnitz, baugeschichtlich und landschaftsgestalterisch bedeutend | 09217739 |
| Weitere Bilder                          | Stausee Haarweidenbach | Dresdner Heide                   | 1920 (See) | Stausee mit Damm und Überlauf; letztere aus Bruchsteinen, landschaftsgestalterisch und technikgeschichtlich bedeutend | 09217740 |
| Weitere Bilder                          | Bergwerksbrücke (ehem.) | Dresdner Heide                   | 17./18. Jahrhundert (Brücke) | Brücke; Bogenbrücke aus Bruchsteinmauerwerk über die Prießnitz, baugeschichtlich und landschaftsgestalterisch bedeutend | 09217742 |
| Weitere Bilder                          | Todbrücke | Dresdner Heide                   | 1842 (Brücke) | Brücke über die Prießnitz; Bogenbrücke aus Sandsteinquadern, Aufbau neu, landschaftsgestalterisch bedeutend | 09217059 |
|                                         | Wasserfanganlage am Gutebornbach | Dresdner Heide                   | bezeichnet 1876 (Wasserelement) | landschaftsgestalterisch und technikgeschichtlich bedeutend | 09217051 |
| Direkt Bild zu diesem Denkmal hochladen | Brücke | Dresdner Heide                   | 17./18. Jahrhundert (Brücke) | Bogenbrücke aus Bruchsteinmauerwerk über die Prießnitz, baugeschichtlich und landschaftsgestalterisch bedeutend | 09217738 |
| Weitere Bilder                          | Hohe Brücke | Dresdner Heide                   | 17./18. Jahrhundert (Brücke) | Brücke; Bogenbrücke aus Bruchsteinmauerwerk im Verlauf des Nachtflügels über das Dorfwasser, baugeschichtlich und landschaftsgestalterisch bedeutend | 09217737 |
|                                         | Gänsefußbrücke | Dresdner Heide                   | 1840 (Straßenbrücke) | Brücke; Bogenbrücke über die Prießnitz, vollständig aus Sandstein, ortsgeschichtlich und landschaftsgestalterisch bedeutend | 09217033 |
| Weitere Bilder                          | Nesselgrundbrücke | Dresdner Heide                   | Ende 19. Jahrhundert (Eisenbahnbrücke) | Eisenbahnbrücke; gemauerte Bogenbrücke, drei Bögen auf hohen, nach oben sich verjüngenden Pfeilern, beeindruckendes Brückenbauwerk, technik- und verkehrsgeschichtlich bedeutend 2016 abgerissen | 09210357 |
| Weitere Bilder                          | Große Hengstbrücke | Dresdner Heide                   | 1833/1841 (Straßenbrücke) | Brücke über die Prießnitz; Bogenbrücke aus Sandsteinquadern, der Aufbau erneuert | 09217017 |
|                                         | Alte Schmiede | Eschdorf                         | Anfang 19. Jahrhundert (Wohnhaus) | Wohnhaus mit Nebengebäude (beide Gebäude mit Fachwerk im Obergeschoss) und Schuppen (ruinös) | 09283601 |
| Direkt Bild zu diesem Denkmal hochladen | Obermühle; Bienertmühle | Eschdorf                         | 2. Viertel 19. Jahrhundert (Getreidemühle) | Mühlenkomplex mit Wohnhaus, Speicher und Anbau zur Straße sowie rückwärtigem Trakt einschließlich Technik; Geburtsstätte Gottlieb Traugott Bienerts (geb. 1813), markante Anlage, bau-, orts-, personen- und technikgeschichtlich bedeutend | 09283593 |
| Weitere Bilder                          | Bahnbetriebswerk Dresden-Friedrichstadt | Friedrichstadt                   | 1935 (Bahnbetriebswerk); um 1970, westliche Werkshalle (Bahnbetriebswerk) | Verwaltungsgebäude mit Pförtnerhaus, zwei Werkhallen, Nebengebäude und Lokomotive 91 896 vor dem Eingang; bemerkenswertes Bahnbetriebswerk vor allem der 1930er Jahre, charakteristische Industriearchitektur dieser Zeit, traditionell bis funktionalistisch im Sinne des Bauhauses, große Halle im Zentrum der Anlage mit monumental wirkenden Aneinanderreihungen von hochrechteckigen Öffnungen, Klinkerfassaden, westliche Halle mit Faltdach zu DDR-Zeiten errichtet, Anlage baugeschichtlich und industriegeschichtlich bedeutend | 09218690 |
| Weitere Bilder                          | König-Albert-Hafen; Alberthafen | Friedrichstadt                   | 1891–1896 (Hafen); 1891–1896 (Südkai); 1896 (Verwaltungsgebäude); 1896 (Bahnhof); 1896 (Berge und Lagerschuppen, Nordkai)                                                                    | Hafenbahnhof, ein Verwaltungsgebäude, ein Berge- und Lagerschuppen an der Nordseite des mittlerweile deutlich verkleinerten Hafenbeckens, ein markantes Speichergebäude an der Nordseite des Hafenbeckens, zwei Brücken für Straßen- sowie Schienenverkehr, Kulturhaus (Fischhaus) und Südkai; Teile des einst bedeutendsten sächsischen Binnenhafens, die Bauten zudem markante Beispiele der Industriearchitektur um 1900 und um 1955, in ihrer Gesamtheit zudem bedeutend für die Bau-, Verkehrs- und Wirtschaftsgeschichte, die beiden Brücken bemerkenswerte Zeugnisse des Ingenieurbaus, die meisten Baulichkeiten auch städtebaulich von Belang | 09218700 |
| Weitere Bilder                          | Städtischer Schlacht- und Viehhof; Messe (Sachgesamtheit)                                                                                        | Friedrichstadt                   | 1906–1910 (Schlachthof) | Sachgesamtheit Städtischer Schlacht- und Viehhof mit folgenden Einzeldenkmalen: Ladengebäuden (Messering 1, 2, 3), Schauamtgebäude (Messering 4), Verwaltungsgebäude (Messering 5), Pförtnerhaus und Torwarthäusern mit Plastik (Messering 6), Gastwirtschaftsgebäude mit Nebengebäude (Messering 7), Markthallen für Schweine und Kälber (Messering 8a/8b/8c und Zur Messe 1, vorher Messering 8), Markthalle für Großvieh (Messering 8e/8f/8g, Zur Messe 5), Markthalle für Schafe und Verwaltungsgebäude, erhaltener Kopfbau (Zur Messe 3), drei Futterställen (1. 2. Futterstall, Zur Messe 9 sowie 3. Futterstall, Messering 8k), Gebäudeteile der Schlachthallen und des Kühlhauses, Verbindungshalle zwischen Schlachthallen und Kühlhaus, Stallungen für Auslandsvieh (Zur Messe 9), Überständerstallgebäude für Kleinvieh, Kessel- und Maschinenhaus (Heizhaus), Werkstättengebäude, Amtsschlachthof, Häute- und Talgannahme, Talgschmelze mit Wirtschaftsgebäude und Wohnhaus, Abwasserreinigung, Wohnhäusern mit Plastik im Garten (Messering 25, 26, 27), Bedürfnisanstalt (ehem.), Brunnenhaus (in der Gleisschleife) und diversen Pavillonbauten (siehe auch Einzeldenkmalliste – Obj. 09218718, gleiche Anschrift) sowie der Fläche des Areals (Sachgesamtheitsteil); ein Großteil des Areals heute als Messe (Messering 6) genutzt, einzigartiges architektonisches, städtebauliches und wirtschaftsgeschichtliches Areal, eines der bedeutsamsten Werke des wohl wichtigsten Dresdner Stadtbaurates Hans Erlwein, eine der bedeutendsten Schlachthofanlagen Deutschlands                         | 09302689 |
| Direkt Bild zu diesem Denkmal hochladen | Städtischer Schlacht- und Viehhof; Messe (Sachgesamtheit)                                                                                        | Friedrichstadt                   | 1906–1910 (Schlachthof); um 1926 (Erweiterung durch Wohnhäuser); bezeichnet 1906–1910 (Tierplastik); 1906–1910 (Figurengruppe); 1906–1910 (Malerei)                                          | Einzeldenkmale o. g. Sachgesamtheit: Ladengebäude (Messering 1, 2, 3), Schauamtgebäude (Messering 4), Verwaltungsgebäude (Messering 5), Pförtnerhaus und Torwarthäuser mit Plastik (Messering 6), Gastwirtschaftsgebäude mit Nebengebäude, Röschenhof (Messering 7), Markthalle für Schweine und Kälber (Messering 8a/8b/8c und Zur Messe 1, vorher Messering 8), Markthalle für Großvieh (Messering 8e/8f/8g, Zur Messe 5), Markthalle für Schafe und Verwaltungsgebäude, erhaltener Kopfbau (Zur Messe 3), drei Futterställe (1. 2. Futterstall, Zur Messe 9 sowie 3. Futterstall, Messering 8k), Gebäudeteile der Schlachthallen und des Kühlhauses, Verbindungshalle zwischen Schlachthallen und Kühlhaus, Stallungen für Auslandsvieh (Zur Messe 9), Überständerstallgebäude für Kleinvieh, Kessel- und Maschinenhaus (Heizhaus), Werkstättengebäude, Amtsschlachthof, Häute- und Talgannahme, Talgschmelze mit Wirtschaftsgebäude und Wohnhaus, Abwasserreinigung, Wohnhäuser mit Plastik im Garten (Messering Nr. 25, 26, 27), Bedürfnisanstalt (ehem.), Brunnenhaus (in der Gleisschleife) und diverse Pavillonbauten (siehe auch Sachgesamtheitsdokument – Obj. 09302689, gleiche Anschrift); ein Großteil des Areals heute als Messe (= Messering 6) genutzt, einzigartiges architektonisches, städtebauliches und wirtschaftsgeschichtliches Areal, eines der bedeutsamsten Werke des wohl wichtigsten Dresdner Stadtbaurates Hans Erlwein, eine der bedeutendsten Schlachthofanlagen Deutschlands | 09218718 |
| Weitere Bilder                          | Bienertsche Hafenmühle | Friedrichstadt                   | 1913 (Mühle) | Mühlengebäude, Silo mit Turmanbau (Silo- bzw. Wasserturm), Maschinen- und Kesselhaus (Gebäudeteile erhalten) und Verladehalle; von den Bienerts errichtet, Fassadengliederung durch einfache Kolossalordnung, markante Dachgestaltungen, Akzentsetzung mittels hoch aufragendem Turm, Mühlentechnik nach 1991 grundlegend erneuert, Anlage zur Entstehungszeit einer der größten Mühlenstandorte Deutschlands, industriegeschichtlich von Belang, zudem baukünstlerisch bedeutsam und als Wahrzeichen des westlichen Dresdens wichtig für die Stadtsilhouette | 09218759 |
| Weitere Bilder                          | Straßenbahnhof Waltherstraße | Friedrichstadt                   | 1926 (Straßenbahndepot) | Anlage mit Hallenkomplex aus Einfahrhalle und Seitenhallen, Wohnblock sowie Verwaltungs- und Werkstattgebäude; größter Dresdner Straßenbahnhof mit architekturhistorisch bemerkenswerter, für Dresden seltener expressionistischer und von Art déco beeinflusster Baugestaltung | 09218760 |
|                                         | Berliner Bahnhof; Bahnmeisterei Dresden-Altstadt; Frachtzentrum                                                                                  | Friedrichstadt                   | 1873–1875 (Güterbahnhof) | Expeditionsgebäude mit Güterschuppen und Rampen; kulturgeschichtliche Bedeutung durch unveränderten Zustand | 09218764 |
| Weitere Bilder                          | Tabak- und Zigarettenfabrik Yenidze; Yenidze | Friedrichstadt                   | 1907–1909 (Tabakfabrik) | Fabrikations- und Verwaltungsgebäude mit erhaltenen Teilen der historischen Einfriedung; moscheeartig gestalteter sechs- bzw. siebengeschossiger Industriebau mit Türmchen, „Minarett“, farbiger Fassadengestaltung, orientalisierendem Bauschmuck und weithin sichtbarer gläserner Kuppel, eines der Wahrzeichen Dresdens, einzigartig gestaltetes Fabrikgebäude, baugeschichtlich, künstlerisch und städtebaulich bedeutend | 09218766 |
| Direkt Bild zu diesem Denkmal hochladen | Städtischer Schlacht- und Viehhof, Messe (Sachgesamtheit)                                                                                        | Friedrichstadt                   | 1906–1910 (Schlachthof); um 1926 (Erweiterung durch Wohnhäuser); bezeichnet 1906–1910 (Tierplastik); 1906–1910 (Figurengruppe); 1906–1910 (Malerei)                                          | Einzeldenkmale o. g. Sachgesamtheit: Ladengebäude (Messering 1, 2, 3), Schauamtgebäude (Messering 4), Verwaltungsgebäude (Messering 5), Pförtnerhaus und Torwarthäuser mit Plastik (Messering 6), Gastwirtschaftsgebäude mit Nebengebäude, Röschenhof (Messering 7), Markthalle für Schweine und Kälber (Messering 8a/8b/8c und Zur Messe 1, vorher Messering 8), Markthalle für Großvieh (Messering 8e/8f/8g, Zur Messe 5), Markthalle für Schafe und Verwaltungsgebäude, erhaltener Kopfbau (Zur Messe 3), drei Futterställe (1. 2. Futterstall, Zur Messe 9 sowie 3. Futterstall, Messering 8k), Gebäudeteile der Schlachthallen und des Kühlhauses, Verbindungshalle zwischen Schlachthallen und Kühlhaus, Stallungen für Auslandsvieh (Zur Messe 9), Überständerstallgebäude für Kleinvieh, Kessel- und Maschinenhaus (Heizhaus), Werkstättengebäude, Amtsschlachthof, Häute- und Talgannahme, Talgschmelze mit Wirtschaftsgebäude und Wohnhaus, Abwasserreinigung, Wohnhäuser mit Plastik im Garten (Messeing Nr. 25, 26, 27), Bedürfnisanstalt (ehem.), Brunnenhaus (in der Gleisschleife) und diverse Pavillonbauten (siehe auch Sachgesamtheitsdokument – Obj. 09302689, gleiche Anschrift); ein Großteil des Areals heute als Messe (= Messering 6) genutzt, einzigartiges architektonisches, städtebauliches und wirtschaftsgeschichtliches Areal, eines der bedeutsamsten Werke des wohl wichtigsten Dresdner Stadtbaurates Hans Erlwein, eine der bedeutendsten Schlachthofanlagen Deutschlands | 09218718 |
| Weitere Bilder                          | Windbergbahn (Sachgesamtheit); Brücke Gittersee                                                                                                  | Gittersee                        | 1. Hälfte 20. Jahrhundert (Eisenbahnbrücke) | Einzeldenkmal der Sachgesamtheit Windbergbahn, Teilabschnitt Dresden, Ortsteil Gittersee: Stahlträgerbrücke (km 5, 204) (siehe Sachgesamtheitsliste, Ortsteil Gittersee – Obj. 09301643); technisch herausragende, singuläre Gebirgsstrecke aus der Frühzeit der Eisenbahngeschichte, technikgeschichtliche und ortshistorische Bedeutung | 09301642 |
| Weitere Bilder                          | Gohliser Windmühle | Gohlis                           | 1828–1832 (Mühle) | Turmholländer; massiver Bau mit Mahlwerk und drehbarer Haube, weithin sichtbare Windmühle, baugeschichtlich, ortsgeschichtlich und technikgeschichtlich bedeutend | 09275285 |
|                                         | Wegweiser | Gostritz                         | bezeichnet 1836 (Wegestein) | Sandsteinpfeiler mit quadratischem Grundriss und nach allen vier Seiten gegiebelter Deckplatte, mit richtungsweisenden Händen als Reliefs in die angegebenen Orte, ein ungewöhnlicher Wegweiser in den Dörfern um Dresden, verkehrsgeschichtlich von Bedeutung | 09211935 |
| Direkt Bild zu diesem Denkmal hochladen | Vier Druckmaschinen der Firma Faber & Schleicher aus Offenbach a. M. im Druckhaus Dresden                                                        | Gruna                            | um 1900 (Technische Ausstattung); 1897 (Technische Ausstattung); 1907 (Technische Ausstattung)                                                                                               | technikgeschichtlich bedeutend | 09218580 |
|                                         | Rheinische-Emulsions-Papier-Fabrik; MIMOSA; VEB Fotopapierwerk Dresden                                                                           | Gruna                            | 1910–1911 (Fabrikgebäude) | Fabrikkomplex mit Einfriedung; Anlage über annähernd U-förmigem Grundriss, breitgelagerte Fassaden durch Lisenen gegliedert, akzentuierende Ornamente, im Hochparterre Blendrahmen mit kleinen Öffnungen, weitere Belebung durch Balkone, zeitweilig größte Fabrik Deutschlands für fotografische Papiere, beeindruckendes Zeugnis der Industriearchitektur aus dem ersten Viertel des 20. Jahrhunderts, industrie- und architekturgeschichtlich von Bedeutung | 09302848 |
| Direkt Bild zu diesem Denkmal hochladen | Pumpstation/-werk | Helfenberg/Eichbusch/Rockau      | 2. Hälfte 19. Jahrhundert (Pumpenhaus) | markanter Wasserbau des späten 19. Jahrhunderts, gotisierend, erinnert an den Beginn einer modernen Wasserversorgung in Helfenberg, orts- und technikgeschichtlich bedeutend, zudem wegen der Bauaufgabe und der Gestaltung baugeschichtlich von Belang | 09283739 |
| Weitere Bilder                          | Keppmühle | Helfenberg / Eichbusch / Rockau  | bezeichnet 1781 (Mühle) | Mühlengebäude und Scheune; ehemals Getreidemühle mit zwei Anbauten, bezeichnet 1781 im Korbbogen, bemerkenswerter Fachwerkbau, neben Zschonermühle markantester Bau dieser Art in Dresden, Aufenthaltsort von Carl Maria von Weber, baugeschichtlich, ortsgeschichtlich und personengeschichtlich von Bedeutung | 09283747 |
|                                         | Wohnhaus, Werkstattgebäude usw. | Hellerau                         | 1911–1913 (Industriebau) | Gebäudekomplex einer Tischlerei? | 09210436 |
| Weitere Bilder                          | Wasserturm | Hellerau                         | 1927–1928 (Wasserturm) | Wasserturm; gestalterisch bemerkenswertes technisches Gebäude, quadratischer Behälter auf Fuß aus zwei sich kreuzenden Diagonalwänden, Akzente durch wirkungsvoll angeordnete Fensteröffnungen, versachlichte Architektur im Bauhausstil, baugeschichtlich und künstlerisch bedeutend | 09210431 |
| Weitere Bilder                          | Deutsche Werkstätten Hellerau | Hellerau                         | 1909–1910 (Fabrik) | Ähnlich einem Gutshof gestaltete, um zwei Innenhöfe gruppierte Anlage der ehemaligen Möbelfabrik von Karl Schmidt, sogenannte „Schraubzwinge“ mit Kontorhaus im Osten, nördlich sich anschließenden Flügeln der Werkstätten, Baugruppe mit Maschinenhaus und Kesselhaus, dabei Maschinenhaus durch glatten Giebel und Uhrtürmchen hervorgehoben, sowie den straßenseitigen Baulichkeiten wie Torbogen, Pförtnerhaus, Automobilhaus und Kohlen- und Holzlager, dazu das umfängliche Firmenarchiv der Deutschen Werkstätten; als Arbeitsstätte der Gartenstadt Hellerau von einzigartiger industriegeschichtlicher, sozialgeschichtlicher und städtebaulicher Bedeutung, darüber hinaus von besonderem baugeschichtlichem Wert (herausragendes Beispiel der Industriearchitektur nach 1900 und Teil des Riemerschmidschen Oevres) sowie künstlerisch von Belang | 09210387 |
|                                         | Gemeindewasserwerk | Hosterwitz                       | 1904–1905 (Brunnenhaus) | Pumpstation mit Bohrbrunnen; anderthalbgeschossiger Bau über oktogonalem Grundriss, Zeugnis für die Wasserversorgung von Hosterwitz Anfang des 20. Jahrhunderts, ortsgeschichtlich, technikgeschichtlich und wirtschaftsgeschichtlich bedeutend | 09211115 |
| Weitere Bilder                          | Augustusbrücke | Innere Altstadt                  | 1907–1910 (Straßenbrücke); 1863, Wappenstein (Wappen) | Brücke, dazu Wappenstein von 1863 unter Bogen auf Neustädter Seite; auf neun Bögen mit Brüstung, Treppen, Aussichtsplattformen und Brückenköpfen; bedeutendster Elbübergang der Stadt, ältester Brückenstandort Dresdens, Werk des bekannten Stadtbaurates Hans Erlwein, gestalterisch bemerkenswert, neben anderen berühmten Baulichkeiten gibt sie Elbansichten der einstigen Residenzstadt ihre Unverwechselbarkeit, Elbquerung geschichtlich, künstlerisch und städtebaulich bedeutend | 09213859 |
| Weitere Bilder                          | Dampflok SAXONIA | Innere Altstadt                  | 1838 (Originallok); 1988 (Nachbau) | Nachbau der ersten deutschen betriebsfähigen Dampflokomotive; initiiert vom Ministerium für Verkehrswesen der DDR aus Anlass des 150-jährigen Jubiläums der Leipzig-Dresdner Eisenbahn, als Zeitdokument der DDR-Geschichte von Bedeutung, zeugt der Nachbau doch von den politischen Bestrebungen, an das Erfolgsnarrativ der deutschen Eisenbahngeschichte anzuknüpfen, weiterhin als überwiegend originalgetreuer Nachbau von wissenschaftlichdokumentarischem Wert sowie von hohem Erlebnis- und Erinnerungswert | 09299167 |
| Weitere Bilder                          | Fernwärmekanal | Innere Altstadt                  | 1899/1900 (Fernwärmekanal) | Historischer Fernwärmekanal unter der Altstadt von Dresden; Zeugnis der frühesten „Städteheizung“ mittels Fernwärme in Deutschland, singulär, technikgeschichtlich und stadtgeschichtlich von großer Bedeutung | 09304122 |
|                                         | Kursächsische Postmeilensäulen (Sachgesamtheit)                                                                                                  | Innere Altstadt                  | bezeichnet 1722 (Postdistanzsäule); 2012 (Kopie Postdistanzsäule) | Sachgesamtheit Kursächsische Postmeilensäulen mit Distanzsäulen, Viertelmeilensteinen, Halb- und Ganzmeilensäulen, darunter die Kopie einer Distanzsäule an der Freiberger Straße in Dresden (alle Sachgesamtheitsteile); als Zeugnis der ersten umfassenden Landesvermessung von großer verkehrsgeschichtlicher und landesgeschichtlicher Bedeutung | 09304826 |
| Weitere Bilder                          | »Pirna« | Innere Altstadt                  | 1898 (Personendampfschiff); 1898 (Dampfmaschine) | Personendampfer, Dampfmaschine; gehört zur Weißen Flotte in Dresden und ist damit Teil der weltweit größten und ältesten Raddampferflotte, technikgeschichtlich bedeutend und im Zusammenhang mit den anderen Schiffen des Verbandes singulär | 09218532 |
| Weitere Bilder                          | »Kurort Rathen« | Innere Altstadt                  | 1896 (Personendampfschiff); 1896 (Dampfmaschine) | Personendampfer, Dampfmaschine; gehört zur Weißen Flotte in Dresden und ist damit Teil der weltweit größten und ältesten Raddampferflotte, technikgeschichtlich bedeutend und im Zusammenhang mit den anderen Schiffen des Verbandes singulär | 09218531 |
| Weitere Bilder                          | »Krippen« | Innere Altstadt                  | 1892 (Personendampfschiff); 1892 (Dampfmaschine) | Personendampfer, Dampfmaschine; gehört zur Weißen Flotte in Dresden und ist damit Teil der weltweit größten und ältesten Raddampferflotte, technikgeschichtlich bedeutend und im Zusammenhang mit den anderen Schiffen des Verbandes singulär | 09218530 |
| Weitere Bilder                          | »Diesbar« | Innere Altstadt                  | 1841 (Dampfmaschine) | Personendampfer, Dampfmaschine; älteste bei der Weißen Flotte verwendete Dampfmaschine, Kessel (Dampferzeuger) wird noch mit Kohle betrieben, weitestgehend ursprünglich erhalten, vor allem technikgeschichtlich bedeutend | 09218529 |
| Weitere Bilder                          | »Stadt Wehlen« | Innere Altstadt                  | 1879 (Personendampfschiff); 1857 (Dampfmaschine) | Personendampfer, Dampfmaschine; ältestes Schiff der Weißen Flotte, damit auch Teil der weltweit größten und ältesten Raddampferflotte, technikgeschichtlich bedeutend und im Zusammenhang mit den anderen Schiffen des Verbandes singulär | 09218528 |
| Weitere Bilder                          | »Meißen« | Innere Altstadt                  | 1885 (Personendampfschiff); 1885 (Dampfmaschine) | Personendampfer, Dampfmaschine; gehört zur Weißen Flotte in Dresden und ist damit Teil der weltweit größten und ältesten Raddampferflotte, technikgeschichtlich bedeutend und im Zusammenhang mit den anderen Schiffen des Verbandes singulär | 09218527 |
| Weitere Bilder                          | »Pillnitz« | Innere Altstadt                  | 1886 (Personendampfschiff); 1886 (Dampfmaschine) | Personendampfer, Dampfmaschine; gehört zur Weißen Flotte in Dresden und ist damit Teil der weltweit größten und ältesten Raddampferflotte, technikgeschichtlich bedeutend und im Zusammenhang mit den anderen Schiffen des Verbandes singulär | 09218526 |
| Weitere Bilder                          | »Leipzig« | Innere Altstadt                  | 1929 (Personendampfschiff); 1929 (Dampfmaschine) | Personendampfer, Dampfmaschine; gehört zur Weißen Flotte in Dresden und ist damit Teil der weltweit größten und ältesten Raddampferflotte, technikgeschichtlich bedeutend und im Zusammenhang mit den anderen Schiffen des Verbandes singulär | 09218525 |
| Weitere Bilder                          | »Dresden« | Innere Altstadt                  | Inbetriebnahme 1926 (Personendampfschiff); 1926 (Dampfmaschine) | Personendampfer, Dampfmaschine; gehört zur Weißen Flotte in Dresden und ist damit Teil der weltweit größten und ältesten Raddampferflotte, technikgeschichtlich bedeutend und im Zusammenhang mit den anderen Schiffen des Verbandes singulär | 09218524 |
| Weitere Bilder                          | ehemaliges Fernsprech-Unteramt Dresden-Neustadt                                                                                                  | Innere Neustadt, Albertstraße 30 | 1925–1926 | Fernsprech-Unteramt 1927 in Betrieb genommen; markanter Bau seiner Zeit mit ausgewogener Fassadengliederung; nach Verlust der originalen Fernsprech-Technik nur noch baugeschichtlich von Bedeutung | 09214149 |
| Weitere Bilder                          | Bahnhof Dresden-Neustadt | Innere Neustadt                  | 1898–1901 (Personenbahnhof); 1899–1901 (Bahnbetriebswerk) | Bahnhof, Seitenwände der Eisenbahnbrücke Hansastraße und Bahnbetriebswerk/Lokeinsatzstelle mit Lokschuppen, Wasserturm, sowie Bekohlungs-, Besandungs- und Entschlackungsanlage, dazu Kunz-Relief; Bahnhof aus großer Bahnsteighalle und vorgelagertem, längsrechteckigem Empfangsgebäude, dessen Mitteltrakt durch Glaskuppel und zwei Eingangsvorlagen mit Segmentbogenabschlüssen hervorgehoben, Fassaden äußerst repräsentativ, Schmuck- und Gliederungselementen historistisch, Innen Ausmalung im Jugendstil, architektonisch bemerkenswerter Bahnhof um 1900, baugeschichtlich, künstlerisch, ortsgeschichtlich und verkehrsgeschichtlich bedeutend | 09214582 |
|                                         | Hofpianofabrik Carl Rönisch (ehem.) | Innere Neustadt                  | 1872–1873 (Fabrik) | Ehemaliges Fabrikgebäude der Manufaktur von Carl Rönisch; Bau über U-förmigem Grundriss, die repräsentative Fassade zeigt historisierende Formen wie Rundbogenöffnungen, ein genutetes Hochparterre, Fensterbedachungen unterschiedlicher Form usw., baugeschichtlich, industriegeschichtlich und ortsgeschichtlich bedeutend | 09214322 |
|                                         | Markantes Verwaltungs- bzw. Fabrikgebäude der Jahrhundertwende mit Klinker-Werkstein-Fassade, dabei das Erdgeschoß mittels Rustika hervorgehoben | Johannstadt-Nord                 | um 1900 (Verwaltungsgebäude) | als Zeugnis der Architektur um 1900 baugeschichtlich von Bedeutung. | 09217083 |
| Weitere Bilder                          | Transformatorenhäuschen | Johannstadt-Süd                  | 1926 (Transformatorenstation) | schlichter eingeschossiger Funktionsbau mit Putzfassade und geschwungenem Walmdach, Akzent durch Säule und Dachüberstand, bau- und stadtentwicklungsgeschichtlich bedeutend. | 09217274 |
|                                         | Zwei Aufbauten auf großen unterirdischen Umspannstellen                                                                                          | Johannstadt-Süd                  | bezeichnet 1926 (Transformatorenstation) | eingeschossige Gebäude, sachliche Gestaltung mit expressionistischen Elementen (Farbe, scharfkantige Profile usw.), östlicher Bau noch durch Pfeilervorhalle akzentuiert, bau-, orts- und stadtentwicklungsgeschichtlich sowie künstlerisch bedeutend | 09217142 |
| Direkt Bild zu diesem Denkmal hochladen | Dorfschmiede (ehem.) | Kaditz                           | Ende 18. Jahrhundert (Schmiede) | eines der ältesten Gebäude von Kaditz, Fachwerkbau, Bedeutung als technisches Denkmal und ortsgeschichtlich und stadtentwicklungsgeschichtlich bedeutend | 09217681 |
|                                         | Transformatorenhäuschen | Kaditz                           | um 1910 (Transformatorenstation) | in platzbildprägender Kreuzungslage, technikgeschichtlich und ortsgeschichtlich von Bedeutung | 09217695 |
| Weitere Bilder                          | Kläranlage Kaditz | Kaditz                           | 1908–1913 (Wasserversorgungs- und Abwasseranlage) | Kläranlage mit unterirdischem Klärsystem und Hochbauten, wie Zulaufbauwerk, Vorreinigung, zwei Rechengebäuden einschließlich Sandfang, Pumpstation, Heizhaus, Werkstatt, Wohnhaus A, Wohnhaus B, Wohnhaus C/D, Faultürmen und Brückenkran; zur Entstehungszeit modernste Anlage in Europa, baugeschichtlich, industriegeschichtlich und ortsgeschichtlich bedeutend, zudem singulär | 09217704 |
| Direkt Bild zu diesem Denkmal hochladen | Wegesäule | Kaditz                           | 1845 (Wegestein) | bemerkenswertes Beispiel mit herausgearbeitetem Kopf und Inschrift, Sandstein, ortsgeschichtlich und verkehrsgeschichtlich bedeutend | 09217707 |
|                                         | Hofemühle (ehem.) | Kaitz                            | 2. Hälfte 18. Jahrhundert/1. Hälfte 19. Jahrhundert (Mühle) | Wohnhaus, Seitengebäude, Scheune und Torbogen einer ehemaligen Mühlenanlage; bau-, orts- und technikgeschichtlich bedeutend | 09211957 |
| Direkt Bild zu diesem Denkmal hochladen | Wegesäule | Kauscha                          | bezeichnet 1851 (Rückseite) | Schaft mit Kopf und Bedachung, verschiedene Inschriften und Richtungsweise, ortsgeschichtlich bedeutend, in seiner Form singulär | 08963211 |
| Direkt Bild zu diesem Denkmal hochladen | Wegesäule | Kleinpestitz                     | 1. H. 19. Jahrhundert (Wegestein) | Schaft mit eigenwilliger Kopfgestaltung und Inschrift, Sandstein, ortsgeschichtlich bedeutend | 09301595 |
| Direkt Bild zu diesem Denkmal hochladen | Wegestein | Kleinpestitz                     | Mitte 19. Jahrhundert (Wegestein) | Sandsteinstele, flach abgerundeter Abschluss, zwei markante Inschriftfelder, dazu Richtungsweiser, ortsgeschichtlich bedeutend | 09302604 |
| Direkt Bild zu diesem Denkmal hochladen | Mälzerei | Kleinzschachwitz                 | bezeichnet 1887 (Fabrikgebäude) | Fabrikgebäude einer ehemaligen Mälzerei; markantes historisierendes Fabrikgebäude, belebt durch Pilaster-Gliederung, Risalit, langgestreckten Dachhecht und hohe Esse, industriegeschichtlich bedeutend, baugeschichtlich von Belang und als eines der letzten erhaltenen Mälzereigebäude in Dresden (neben Niedersedlitz und Pieschen) mit Seltenheitswert | 09216932 |
|                                         | Brücke über den Lockwitzbach | Kleinzschachwitz                 | bezeichnet 1794 (Straßenbrücke) | einbogige Sandsteinbrücke, saniert mit beinahe Komplettabbau unter Erhaltung des historischen Gewölbes und Auflage einer neuen Fahrbahnplatte | 09216895 |
| Weitere Bilder                          | Wasserturm | Klotzsche                        | 1934–1935 (Wasserturm) | Wasserturm; markanter Bau über viereckigem Grundriss mit Zeltdach, Akzentsetzung durch offene, umlaufende Galerie unterhalb der Traufe und Halbplastik an der Südwestfassade, bau-, orts- und technikgeschichtlich bedeutend | 09217953 |
| Direkt Bild zu diesem Denkmal hochladen | Stadtwerke Klotzsche (ehem.) | Klotzsche                        | 1899 (Gaswerk) | Gasanstalt; markanter Bau mit Rundbogenöffnungen und Klinkerfassade, charakteristisches Beispiel damaliger Industriearchitektur, baugeschichtlich bedeutend, zudem von Belang für die Ortsgeschichte Klotzsches | 09218349 |
| Direkt Bild zu diesem Denkmal hochladen | Wasserstube | Krieschendorf/Malschendorf       | 18. Jahrhundert (Bauernhofsbestandteil) | Hügel mit vorderer Bruchsteinmauer, Granitportal und Deckplatte | 09283617 |
|                                         | Bahnhof Langebrück | Langebrück                       | 2. Hälfte 19. Jahrhundert (Empfangsgebäude) | Empfangsgebäude und Bahnsteig; Putzbau mit teilweise Verbretterung, hölzerne Überdachung des Bahnsteigs, ortsgeschichtlich und verkehrsgeschichtlich von Bedeutung | 09284804 |
|                                         | Wegestein | Langebrück                       | 2. Hälfte 19. Jahrhundert (Wegestein) | Stele mit gestaltetem Abschluss und Inschriftfeld, Wegweiser u. a. nach Klotzsche und Grünberg, ortsgeschichtlich und verkehrsgeschichtlich bedeutend | 09306267 |
|                                         | Eisenbahnbrücke | Langebrück                       | um 1880 (Eisenbahnbrücke) | Unterführung in Bruchstein, in Bogenform, baugeschichtlich und eisenbahngeschichtlich von Bedeutung | 09284680 |
| Direkt Bild zu diesem Denkmal hochladen | Ehem. Gas- und Elektrowerk, Gebäude für Maschinensäle und Kontorräume                                                                            | Laubegast                        | um 1907 (Gaswerk) | bau- und ortsgeschichtlich bedeutend | 09217645 |
| Direkt Bild zu diesem Denkmal hochladen | Hochwasserprellpfeiler | Laubegast                        | 19. Jahrhundert (Hochwasserprellpfeiler) | ortsgeschichtlicher Zeugniswert | 09213136 |
| Direkt Bild zu diesem Denkmal hochladen | Hochwasserprellmauer | Laubegast                        | 19. Jahrhundert (Hochwasserprellmauer) | ortsbildprägende und baugeschichtliche Bedeutung | 09218554 |
|                                         | Zum Goldenen Anker; Chemische Fabrik Hendel und Benkert (ehem.)                                                                                  | Laubegast                        | 1896 und 1899 (Gasthof) | Gasthofsgebäude mit rückwärtigem Saal; markanter historisierender Bau mit reicher Fassadengestaltung und hervorgehobenen Portalen, gravierende Umnutzung, der Saal später Fabrikgebäude, trotzdem gesamte Anlage bau- und ortsgeschichtlich bedeutend | 09213139 |
| Weitere Bilder                          | Schiffswerft Laubegast | Laubegast                        | 1897–1898 (Fabrikgebäude); 1940 (Tischlereianbau); 1897–1898 (Kessel- und Maschinenhaus); bezeichnet 1898 (Verwaltungsgebäude); 1927 (Slipanlage)                                            | Schiffbauhalle/Werkstattgebäude mit Tischlereianbau, Kessel- und Maschinenhaus sowie Schornstein, dazu Krananlage der mechanischen Werkstatt, Schmiedewerkstatt mit Feuerplätzen, Werkstatteinrichtung, Schablonen und Werkzeugen sowie Lufthammer und Schermaschine, Magazingebäude sowie Slip-Anlage mit zentralem Steuerhaus, Windenanlagen, Gleisen und Slipwagen; industriegeschichtlich und technikgeschichtlich bedeutendes Ensemble, aufgrund der ungebrochenen Nutzung als Schiffswerft von großer Authentizität, zudem ortsbildprägend für Laubegast | 09218320 |
|                                         | Transformatorenhäuschen | Lausa/Friedersdorf               | um 1910 (Transformatorenstation) | Transformatorenhäuschen | 09283881 |
|                                         | Bahnwärterhaus mit Schuppen | Lausa/Friedersdorf               | 1870er Jahre (Bahnwärterhaus) | Bahnwärterhaus mit Schuppen | 09283936 |
|                                         | Haltepunkt Weixdorfer Bad | Lausa/Friedersdorf               | um 1920 (Bahnhof) | Bahnhofsgebäude und hölzerne Bahnsteigüberdachung | 09283879 |
| Direkt Bild zu diesem Denkmal hochladen | Eisenbahnbrücke | Leipziger Vorstadt               | um 1900 (Eisenbahnbrücke) | Brücke gegenüber Güterbahnhof gelegen, aufwendig gestaltete Konstruktion, verkehrsgeschichtlich bedeutend | 09215393 |
| Weitere Bilder                          | Alter Leipziger Bahnhof | Leipziger Vorstadt               | 1852–1857 (Empfangsgebäude) | Bahnhofsanlage aus Gruppe drei gegeneinander leicht geknickter Gebäude; südlich die ehemalige Abgangshalle, dahinter ruinöser, halbkreisförmiger Verbindungsbau und abschließend erhaltener Trakt der einstigen Ankunftshalle, dazu der Güterbahnhof mit Güterböden und Dienstgebäude (Gesamtkomplex heute Güterbahnhof), als ältester Bahnhof Dresdens von singulärem verkehrsgeschichtlichem Wert, zudem baugeschichtlich und ortsgeschichtlich bedeutend | 09215003 |
| Direkt Bild zu diesem Denkmal hochladen | Stellwerk | Leipziger Vorstadt               | um 1900 (Stellwerk) | Bau mit Klinkerfassade, verkehrsgeschichtlich bedeutend | 09216583 |
| Direkt Bild zu diesem Denkmal hochladen | Eisenbahnbrücke | Leipziger Vorstadt               | um 1900 (Eisenbahnbrücke) | verkehrsgeschichtlich bedeutend | 09215356 |
| Direkt Bild zu diesem Denkmal hochladen | Güterbahnhof Dresden-Neustadt | Leipziger Vorstadt               | um 1900 (Verwaltungsgebäude) | Dienst- und Verwaltungsgebäude; eingeschossiger, schlichter Bau mit Klinkerfassade, ortsgeschichtlich und verkehrsgeschichtlich bedeutend | 09216582 |
| Direkt Bild zu diesem Denkmal hochladen | Brücke Eschenstraße; Eisenbahnstrecke Görlitz–Dresden                                                                                            | Leipziger Vorstadt               | um 1900, Bogenbrücken (Eisenbahnbrücke); um 1910, Balkenbrücken (Eisenbahnbrücke) | Eisenbahnbrücken über die Eschenstraße; mehrere nebeneinander errichtete Brückenbauwerke unterschiedlicher Konstruktion (zwei Bogenbrücken mit Zonengewölbe sowie zwei parallele Balkenbrücken aus Vollwandträgern) in gutem Originalzustand, von eisenbahngeschichtlicher, besonderer baugeschichtlicher und stadtbildprägender Bedeutung | 09214634 |
| Direkt Bild zu diesem Denkmal hochladen | Central-Schlachthof und Viehmarkt (ehem.) | Leipziger Vorstadt               | 1870–1873 (Schweineverkaufshalle); bezeichnet 1889–1890 (Rinderverkaufshalle); 1870–1873 (Börsengebäude); 1870–1873 (Schlachthalle); 1870–1873 (Verwaltungsgebäude)                          | Direktionsgebäude (Gothaer Straße 9), Kleinvieh-Schlachthaus (Gothaer Straße 12), Rinder und Schweineschlachthaus (Gothaer Straße 16), Verkaufshalle für Rinder (Flst. 1160/26, seit 1998 Konzerthalle), Verkaufshalle für Schweine (Flst. 1160/25) und Pferdebörse (Flst. 1160/36); bedeutsamer historischer Versorgungskomplex, markante Bauten im Stil des Historismus, anschauliches Zeugnis der Industriearchitektur seiner Zeit und der Ortsgeschichte im ausgehenden 19. Jahrhundert, baugeschichtlich und stadtentwicklungsgeschichtlich bedeutend | 09215289 |
| Weitere Bilder                          | Verkehrs- und Winterhafen (ehem.) | Leipziger Vorstadt               | 1872 (Hafen); um 1960 (Drehkran) | Hafenbecken mit Kais, Mole, Kran mit Unterbau und weiteren Anlagen; erster Verkehrshafen Sachsens, ortsgeschichtlich und verkehrsgeschichtlich bedeutend, Kran einer der wenigen noch erhaltenen in einem Hafen- oder Werftzusammenhang, dieser zudem singulär | 09218351 |
| Direkt Bild zu diesem Denkmal hochladen | Steingutfabrik Villeroy & Boch | Leipziger Vorstadt               | 1891–1894 (Wand und Deckenbild) | Fliesenwände und Fliesenbilder; an einem anderen Ort eingelagert, gestalterisch bemerkenswert, erinnern als beinahe letzte Zeugen an die Existenz von Villeroy und Boch in Dresden, ortshistorisch und industriegeschichtlich bedeutsam, zudem künstlerisch wertvoll und singulär | 09215291 |
| Direkt Bild zu diesem Denkmal hochladen | Gehe und Co. AG; Arzneimittelwerk Dresden | Leipziger Vorstadt               | 1908 (Fabrik) | Handlungsgebäude; imposanter, repräsentativer Fabrikbau der Architektur um 1910, GEHE ist eines der größten Pharma-Handelsunternehmen in Deutschland, industriegeschichtlich und ortsgeschichtlich bedeutend | 09215310 |
| Direkt Bild zu diesem Denkmal hochladen | Papierfabrik Oswald Enterlein | Leuben                           | A.20.Jahrhundert (Fabrik) | Fabrikgebäude; vierflüglige Anlage um Innenhof mit parallel zur Hennigsdorfer Straße verlaufendem, etwas zurückgesetztem Anbau, bau- und industriegeschichtlich bedeutend | 09215934 |
| Direkt Bild zu diesem Denkmal hochladen | Sachsenwerk | Leuben                           | bezeichnet 1903 (Fabrik) | Langgestrecktes Fabrik- und Verwaltungsgebäude (zuletzt Elektromaschinenbau); stattlicher Komplex aus mehreren zusammenhängenden Gebäuden mit baugeschichtlichem, industriegeschichtlichem, ortsgeschichtlichem und straßenbildprägendem Dokumentationswert | 09215984 |
|                                         | Wegestein mit Schaft, Inschrift, Richtungsweiser im Relief und markante Kopfgestaltung                                                           | Leubnitz-Neuostra                | bezeichnet 1832 (Wegestein) | bedeutend für Verkehrsgeschichte | 09300888 |
| Weitere Bilder                          | Leutewitzer Windmühle | Leutewitz                        | 1839 (Mühle) | Turmholländer; Wahrzeichen von Leutewitz, weithin sichtbare Windmühle, ortsgeschichtlich und technikgeschichtlich von Bedeutung | 09210615 |
|                                         | Betriebszentrale des Konsumvereins Vorwärts Dresden                                                                                              | Löbtau-Süd                       | 1927–1930 (Fabrik) | Fleischereigebäude, Großgarage und Untertunnelung der ehemaligen Konsum-Betriebszentrale; etwa bis 1990 Konsum-Fleischverarbeitungsbetrieb (heutige Nutzung unbekannt), das sechsgeschossige winkelförmige Fleischereigebäude mit konkav gekrümmtem Westflügel, aus Stahlbetonskelett und markanter Klinkerfassade, durch Fensterbänder, ausgerundete Südwestecke und Turmaufbau gestalterisch hervorgehoben, gegenüber die ebenfalls als Klinkerbau ausgeführte Großgarage, zwischen Fleischereigebäude und Großgarage die Untertunnelung, einer der bedeutendsten Zweckbauten der Moderne in Dresden (neben Speicher und Gasometer von Erlwein sowie Ernemann-Turm von Högg und Müller) | 09212544 |
|                                         | Dresdner Kunstwerkstätten Karl Max Seifert (ehem.)                                                                                               | Löbtau-Süd                       | 1906 (Fassade) | Fassaden/Außenwände des einstigen Mustersaals für den Lampenfabrikanten Seifert; im Saal fand 1906 erste Ausstellung der Künstlergruppe Brücke statt, bedeutendes Denkmal der Kunst- und Kulturgeschichte nach 1900 im Allgemeinen und der Entwicklung des Expressionismus im Besonderen | 09210683 |
|                                         | Chausseebrücke; Bismarckbrücke; Weißeritzbrücke                                                                                                  | Löbtau-Süd                       | 1837 (bezeichnet 1704, MDCCIV, bezieht sich auf Vorgänger) | Brücke; überspannt die Weißeritz, gestalterisch und konstruktiv bemerkenswertes Brückenbauwerk aus der ersten Hälfte des 19. Jahrhunderts, bau-, orts- und verkehrsgeschichtlich bedeutend | 09210742 |
|                                         | Actien-Brauerei Reisewitz (ehem.) | Löbtau-Süd                       | gegründet 1868 (Brauerei) | Gestalterisch markantes, rechteckiges Brauereigebäude mit Lisenenarchitektur, Walmdach und weithin sichtbaren Essen sowie ausgedehnten Kelleranlagen; neben Waldschlößchen- und Felsenkeller-Brauerei eines der letzten baulichen Zeugnisse der Brauindustrie in der 2. Hälfte des 19. Jahrhunderts in Dresden, zudem gestalterisch anspruchsvoller historisierender Fabrikbau | 09210622 |
|                                         | Vollautomatisches Segmentwehr | Lockwitz                         | um 1927 (Wehr) | Vollautomatisches Segmentwehr | 09215819 |
| Weitere Bilder                          | Der Frosch | Lockwitz                         | 1913 (Uhren- und Wettersäule) | So genannte Normaluhr mit Frosch; säulenartiges Häuschen mit Uhr und meteorologischen Instrumenten (Temperatur- und Luftdruckanzeige) bekrönt von einem kleinen Dach sowie sitzender Froschfigur, bemerkenswertes technisches Denkmal, auch künstlerisch von Belang | 09215793 |
| Direkt Bild zu diesem Denkmal hochladen | Donath’s; Kelterei Lockwitzgrund | Lockwitz                         | bezeichnet 1893 (Kelterei) | Verwaltungsgebäude mit Anbau (an letzterem Sgraffito aus den 1950er Jahren), Fabrikationsgebäude (bezeichnet 1893–1933) und torartig gestalteter Eingang zu den Lagerkellern im Fels; die Bauten durch Zierfachwerk belebt, Anlage markantes Beispiel der Industriearchitektur um 1900 von baugeschichtlicher Bedeutung, erinnert zudem an ein hier lange Zeit ansässiges Unternehmen, das mit anderen Firmenansiedlungen das Bild des Lockwitzgrundes prägte, demnach auch ortsgeschichtlich von Belang | 09215801 |
| Direkt Bild zu diesem Denkmal hochladen | Wohnhaus, Seitengebäude und Verbindungsgang eines Gehöftes                                                                                       | Lockwitz                         | um 1800 (Mühle) | mglw. die ehem. Kakao-Mühle, bau- und ortsgeschichtlich bedeutend | 09215874 |
| Direkt Bild zu diesem Denkmal hochladen | Untere Borthen-Mühle; Schmidt-Mühle; Lockwitzer Papierfabrik                                                                                     | Lockwitz                         | um 1800 und 1868 (Fabrikgebäude) | Zwei Fabrikgebäude; zwei- bzw. dreigeschossig mit Kniestock bzw. Mezzanin und flachen Walmdächern, das nördliche ist mit genutetem Sockel und Putzspiegeln etwas aufwendiger gestaltet | 09215805 |
| Direkt Bild zu diesem Denkmal hochladen | Hänichen-Mühlgraben | Lockwitz                         | 16. Jahrhundert (Mühlgraben) | Mühlgraben zwischen Altlockwitz und Dohnaer Straße; Anlage mit unbefestigten Abschnitten, Einfassungen aus Sandstein und zwei Brückenbauwerken, im Zusammenhang mit der Hänichen-Mühle bau-, orts- und technikgeschichtlich sowie landschaftsgestalterisch bedeutend (siehe auch Preußerstraße 8) | 09217745 |
|                                         | Mittelmühle; Hänichenmühle; Lockwitzer Mühle | Lockwitz                         | 1814 (Mühlengeb.); bezeichnet 1850 (Müllerwohnhaus) | Wohnhaus, Mühlengebäude (im Innern noch Radwelle vorhanden), Einfriedungsmauer und niedrigere, den seitliche Weg begrenzende Sandsteinmauer; am Mühlengebäude Sgraffitos aus den 1950er Jahren, bau-, orts- und technikgeschichtlich sowie landschaftsgestalterisch bedeutendes Ensemble (siehe auch Hänichen-Mühlgraben) | 09215818 |
|                                         | Steinbogenbrücke über Lockwitzbach | Lockwitz                         | bezeichnet 1894 (Brücke) | architektonisch beeindruckende Steinbogenbrücke, aus Sandsteinquadern errichtet, vor allem baugeschichtlich und technikgeschichtlich bedeutend | 09215828 |
| Weitere Bilder                          | Standseilbahn | Loschwitz                        | 1894–1895, bezeichnet 1895 (in Wetterfahne) | Obere Station bzw. Bergstation mit Wartehalle, Maschinenraum, Wagenhalle und Umspannstation sowie Gleiskörper, Gleisbett, Tunneln, Brücke bzw. Viadukt, Fördermaschine, Zugseil und Wagen; Talstation modern, baugeschichtlich, ortsgeschichtlich, technikgeschichtlich und verkehrsgeschichtlich bedeutend zudem singulär | 09211332 |
| Direkt Bild zu diesem Denkmal hochladen | Dampf-Bier-Brauerei Bühlau bei Dresden; Brauerei Loschwitz; Biergroßhandlung und Eiskellerei                                                     | Loschwitz                        | 1887–1888 (bezeichnet 1877 bezieht sich auf Gründung) | Brauereigebäude; großer markanter Bau mit historisierender Backsteinfassade und Sockel aus Zyklopenmauerwerk, ein Beispiel zeittypischer Industriearchitektur der 2. Hälfte des 19. Jahrhunderts, exemplarisch für das damalige Dresden und seine Umgebung mit zahlreichen Brauereien, baugeschichtlich und ortsgeschichtlich bedeutend | 09211206 |
| Direkt Bild zu diesem Denkmal hochladen | Wohnhaus/Landhaus mit rückwärtigem Nebengebäude in offener Bebauung                                                                              | Loschwitz                        | bezeichnet 1782 (Mühle); 1887–1888 (Wohnhaus) | ursprünglich Mühle, 1887–1888 gravierender, prägender Umbau und Ausbau, mit Fachwerk, weiten Dachüberständen und rückwärtigem Turmanbau im Sinne des Schweizerhausstils gestaltet, weitgehend original erhalten, Hinterhaus damals komplett neu errichtet, Wohnhaus des Besitzers der benachbarten Brauerei (Grundstraße 76), baugeschichtlich und ortsgeschichtlich bedeutend | 09211205 |
| Weitere Bilder                          | Schwebeseilbahn | Loschwitz                        | 1898–1901 (Seilbahn) | Talstation oder Untere Station mit Wartehalle (umgenutzt für Arbeitsräume) und überdachten Bahnsteigen, Bergstation oder Obere Station mit Maschinenhaus und überdachten Bahnsteigen sowie Anlage aus aufgeständerter Eisenkonstruktion mit 33 Stützen: 32 Pendeljochen und einem Ankerjoch, Hohlträger der Fahrbahn, Phönix-Laufschiene, 62 Seilführungsrollen, Antrieb und Wagen; baugeschichtlich, ortsgeschichtlich und technikgeschichtlich bedeutend sowie singulär, zur Zeit der Inbetriebnahme erste Schwebelseilbahn in Europa ausschließlich für Personenverkehr | 09211294 |
| Weitere Bilder                          | Volkssternwarte Manfred von Ardenne | Loschwitz                        | zw. 1909 und 1911 (Refraktor); 1956 (Sternwarte) | Sternwarte mit technischer Ausstattung; von großer technikgeschichtlicher und ortsgeschichtlicher Bedeutung, Refraktor mit Seltenheitswert | 09211347 |
| Direkt Bild zu diesem Denkmal hochladen | Eisenwerk Kelle & Hildebrandt | Luga                             | bezeichnet 1899 (Verwaltungsgebäude) | Fabrikgebäude/Verwaltungsgebäude; markantes und unverfälscht erhaltenes Beispiel der Industriearchitektur Ende des 19. Jahrhunderts, Teil eines bedeutsamen Werkes, gestalterisch auffällig der kleine, in den Straßenraum ragende Vorbau, vor allem baugeschichtlich bedeutend | 09305127 |
| Direkt Bild zu diesem Denkmal hochladen | Einfriedungs- bzw. Hofmauer entlang der Straße                                                                                                   | Marsdorf                         | 18./19. Jahrhundert (Mauer) | Einfriedungs- bzw. Hofmauer entlang der Straße | 09284009 |
| Direkt Bild zu diesem Denkmal hochladen | Wohnhaus (bezeichnet „Landwirtschaftliche Maschinen Erwin Herold“) mit plastischem Relief, Stall und Werkstattanbau                              | Marsdorf                         | 2. Hälfte 19. Jahrhundert (Wohnhaus) | Wohnhaus (bezeichnet „Landwirtschaftliche Maschinen Erwin Herold“) mit plastischem Relief, Stall und Werkstattanbau | 09284028 |
|                                         | Transformatorenhäuschen | Marsdorf                         | um 1910 (Transformatorenstation) | Transformatorenhäuschen | 09284027 |
| Weitere Bilder                          | Zschoner Mühle | Merbitz/Podemus                  | bezeichnet 1812 (Haupthaus); um 1690 (Gesindehaus); um 1690 (Scheune); um 1650 (Pflaster); bezeichnet 1730 (Toreinfahrt)                                                                     | Mühle, Hofanlage aus Mühlengebäude einschließlich Wasserrad und Kammrad im Inneren, Gesindehaus, Scheune mit Anbau, Torbogen, Mauerresten eines vierten Gebäudes und Hofpflasterung, dazu Steinbogenbrücke aus gesetztem Sandstein und Bruchsteinmauer um den zur Mühle gehörenden Weinberg; bemerkenswertes Fachwerkensemble, anschaulich erhaltener Mühlen-Komplex, baugeschichtlich, ortsgeschichtlich und technikgeschichtlich bedeutend, zudem in dieser Form und im Großraum Dresden singulär, heute Gasthaus und Kulturzentrum | 09283195 |
| Direkt Bild zu diesem Denkmal hochladen | Waffelfabrik Gebr. Hörmann (ehem.) | Mickten                          | bezeichnet 1906, bezeichnet 1909 (Fabrik); bezeichnet 1911, bezeichnet 1916 (Fabrik) | Vierflügelige ehemalige Fabrikanlage um Innenhof; älterer Bau an der Kötzschenbrodaer Straße, hier schmiedeeisernes Tor und ursprünglich noch erkennbare Inschrift an der Fassade: „Waffelfabrik Gebrüder Hörmann Aktiengesellschaft“ (1906 und 1909), langgestrecktes Gebäude an der Trachauer Straße mit zwei repräsentativen Portalen (Elbvillenweg 5a–5e) in Verbindung mit Verwaltungstrakt an der Sternstraße, hier einst auch Direktorenwohnung mit Dachterrasse und Interieurs, zudem Treppenhausausstattung und Verwaltungseingang (1921–1924), sowie diverse Bauten an der östlichen Seite (1916) (Elbvillenweg 1–11), baugeschichtlich, industriegeschichtlich, ortsgeschichtlich und personengeschichtlich sowie künstlerisch bedeutend | 09215595 |
| Weitere Bilder                          | Micktner Windmühle | Mickten                          | Mitte 19. Jahrhundert (Mühle) | Turmholländer; technikgeschichtlich von Bedeutung, eine der letzten Windmühlen auf dem Stadtgebiet des heutigen Dresden | 09215651 |
|                                         | TuR Übigau (ehem.) | Mickten                          | 1951–1953 (Fabrik) | Montagehalle; große Fabrikhalle mit drei Querschiffen und Hochspannungsfeld als 30 m hoher Kopfbau, Stahlbetonstützen nach außen sichtbar, dazwischen zurückgesetzte Wandfelder; seit 1991 Siemens Energietechnik und Medizintechnik GmbH (siehe auch Overbeckstraße 39 und Washingtonstraße 18) | 09215641 |
| Direkt Bild zu diesem Denkmal hochladen | Fabrik für elektrische Apparate und Transformatoren Koch und Sterzel AG.; TuR Übigau                                                             | Mickten                          | um 1913 (Fabrik); 1924–1925 (Fabrik) | Fabrikgebäude (1924/25) mit quer gestelltem, längsrechteckigem Mittelteil (Transformatorenhalle); dieser durch Dreiecksgiebel und Kolossalordnung hervorgehoben, der südliche Trakt Bau der ehemaligen Militär-Wasserstoff-Anstalt (um 1913), nach 1948 VEB Transformatorenwerk und Röntgenwerk Dresden, seit 1991 Siemens Energietechnik und Medizintechnik GmbH, baugeschichtlich, technikgeschichtlich und industriegeschichtlich bedeutend, singulär als letztes bauliches Zeugnis der Luftschifffahrt in Dresden (siehe auch Marie-Curie-Straße 10 und Overbeckstraße 39) | 09215640 |
| Direkt Bild zu diesem Denkmal hochladen | Wäschemangel | Mickten                          | 1920 (Wäschemangel) | Kastenmangel mit Elektromotor der Mangelfabrik L. A. Thomas, Großröhrsdorf, von hauswirtschaftsgeschichtlicher und technikgeschichtlicher Bedeutung | 09304287 |
| Direkt Bild zu diesem Denkmal hochladen | TuR Übigau (ehem.) | Mickten                          | 1960er Jahre (Fabrikanlagenteil) | Verwaltungsgebäude; über U-förmigem Grundriss, Fassade mit Klinkermauerwerk, seit 1991 Siemens Energietechnik und Medizintechnik GmbH, industriegeschichtlich und baugeschichtlich bedeutend (siehe auch Marie-Curie-Straße 10 und Washingtonstraße 18) | 09215642 |
| Weitere Bilder                          | Waffelfabrik Gebr. Hörmann (ehem.) | Mickten                          | bezeichnet 1906, bezeichnet 1909 (Fabrik); bezeichnet 1911, bezeichnet 1916 (Fabrik) | Vierflügelige ehemalige Fabrikanlage um Innenhof; älterer Bau an der Kötzschenbrodaer Straße, hier schmiedeeisernes Tor und ursprünglich noch erkennbare Inschrift an der Fassade: „Waffelfabrik Gebrüder Hörmann Aktiengesellschaft“ (1906 und 1909), langgestrecktes Gebäude an der Trachauer Straße mit zwei repräsentativen Portalen (Elbvillenweg 5a–5e) in Verbindung mit Verwaltungstrakt an der Sternstraße, hier einst auch Direktorenwohnung mit Dachterrasse und Interieurs, zudem Treppenhausausstattung und Verwaltungseingang (1921–1924), sowie diverse Bauten an der östlichen Seite (1916) (Elbvillenweg 1–11), baugeschichtlich, industriegeschichtlich, ortsgeschichtlich und personengeschichtlich sowie künstlerisch bedeutend | 09215595 |
|                                         | Fabrik für elektrische Apparate und Transformatoren Koch und Sterzel AG.; TuR Übigau                                                             | Mickten                          | um 1913 (Fabrik); 1924–1925 (Fabrik) | Fabrikgebäude (1924/25) mit quer gestelltem, längsrechteckigem Mittelteil (Transformatorenhalle); dieser durch Dreiecksgiebel und Kolossalordnung hervorgehoben, der südliche Trakt Bau der ehemaligen Militär-Wasserstoff-Anstalt (um 1913), nach 1948 VEB Transformatorenwerk und Röntgenwerk Dresden, seit 1991 Siemens Energietechnik und Medizintechnik GmbH, baugeschichtlich, technikgeschichtlich und industriegeschichtlich bedeutend, singulär als letztes bauliches Zeugnis der Luftschifffahrt in Dresden (siehe auch Marie-Curie-Straße 10 und Overbeckstraße 39) | 09215640 |
| Direkt Bild zu diesem Denkmal hochladen | Wegesäule | Mobschatz                        | 19. Jahrhundert (Wegestein) | dem Bestand entsprechend erneuert, verkehrsgeschichtlich von Bedeutung | 09283231 |
| Direkt Bild zu diesem Denkmal hochladen | Fabrikgebäude und Wohnhaus | Mockritz                         | um 1900 (Wohnhaus) | Fabrik zwei parallele Hallen und flacherer Verbinder, die Hallen jeweils beide Giebeln geschwungen, alles Klinkergliederung, Putzflächen und runde Bögen, Wohnhaus der leitenden Angestellten Nr. 32 Architekturgliederung Klinker mit Putzflächen, industriegeschichtlich und baugeschichtlich von Bedeutung | 09212037 |
|                                         | Klette jr. Teppichreinigung und Teppichlager | Mockritz                         | letztes Viertel 19. Jahrhundert (Nebengebäude) | Gewerbegebäude; symmetrisch mit dreigeschossigem Mittelbaukörper und zweigeschossigen Flankenbauten, fast flache Dächer mit Überstand, Anklänge an den Schweizerstil, ortsgeschichtlich und baugeschichtlich von Bedeutung | 09212033 |
| Weitere Bilder                          | Alexander-Frantz-Sternwarte | Neugruna (Karte)                 | bis 1922 (Sternwarte) | Sternwarte mit ursprünglicher Ausstattung; älteste in Dresden, technikgeschichtlich bedeutend, mit Seltenheitswert, zudem gestalterisch auffällig und von Belang für das Ortsbild | 09212967 |
| Direkt Bild zu diesem Denkmal hochladen | Fabrik Wolffram (ehem.) | Neugruna                         | 1900 (Fabrikgebäude) | Produktions- und Verwaltungsgebäude (ehem.) mit repräsentativer, zeittypischer Schaufassade, dabei Portal gestalterisch hervorgehoben; baugeschichtlich und industriegeschichtlich bedeutsam | 09212945 |
| Direkt Bild zu diesem Denkmal hochladen | Wegestein mit Schaft, Inschrift und markanter Kopfgestaltung                                                                                     | Nickern                          | 2. V. 19. Jahrhundert (Wegestein) | bedeutend für Verkehrsgeschichte | 09300889 |
| Direkt Bild zu diesem Denkmal hochladen | Rittergut Niederpoyritz (Sachgesamtheit) | Niederpoyritz                    | bezeichnet 1832 (Remise); bezeichnet 1835 (Lagergebäude); bezeichnet 1839 (Brauerei); um 1840 (Mälzerei)                                                                                     | Einzeldenkmale der Sachgesamtheit Rittergut Niederpoyritz: Remise und Lagergebäude (Nr. 5), Brauerei (Nr. 7) und Mälzerei (Nr. 9); Gebäude werden heute anderweitig genutzt, architektonisch beeindruckende Zweckbauten aus dem zweiten Viertel des 19. Jahrhunderts, baugeschichtlich bedeutend, zudem als Teile des einstigen Rittergutes ortshistorisch von Belang (siehe auch Sachgesamtheitsdokument obj. 09211490) | 09211504 |
|                                         | Guthe und Thorsch; Kamerawerk Noble; VEB Pentacon                                                                                                | Niedersedlitz                    | um 1930 (Fabrikgebäude) | Fabrikgebäude; sechsgeschossiger Kopfbau, klarer Kubus mit Fensterbändern in Anlehnung an Bauhausstil, lediglich das flache Walmdach traditionell, markanter Niedersedlitzer Industriebau, bau- und ortsgeschichtlich bedeutend | 09215976 |
| Direkt Bild zu diesem Denkmal hochladen | Schokoladenfabrik EMERKA (ehem.) | Niedersedlitz                    | bis 1909 und um 1915 (Schokoladenfabrik) | Fabrikgebäude mit Einfriedung; markanter Fabrikbau mit hohem historischen Aussagewert, baugeschichtliche, industriegeschichtliche und stadtentwicklungsgeschichtliche Bedeutung | 09215977 |
| Direkt Bild zu diesem Denkmal hochladen | Hauptumspannwerk (ehem.) | Niedersedlitz                    | 1921–1923 (Umspannwerk) | Langgestreckter Klinkerbau mit Nebengebäude und drei Arbeiterwohnhäusern; weitgehend authentisch erhaltener Komplex von Fabrikgebäude mit zugehörigen Nebengebäuden mit baugeschichtlicher, industriegeschichtlicher und ortshistorischer Bedeutung | 09215716 |
| Direkt Bild zu diesem Denkmal hochladen | Brücke über den Lockwitzbach | Niedersedlitz                    | Anfang 20. Jahrhundert (Straßenbrücke) | Straßenbrücke mit bauzeitlichem Erscheinungsbild, technikgeschichtliche und straßenbildprägende Bedeutung | 09218936 |
| Direkt Bild zu diesem Denkmal hochladen | Fabrikgebäude | Niedersedlitz                    | um 1900 (Fabrik) | zweigeschossiger Baukörper mit nahezu unverändertem Erscheinungsbild von bauhistorischer und industriegeschichtlicher Bedeutung | 09215935 |
| Direkt Bild zu diesem Denkmal hochladen | Fabrikgebäude (zuletzt Interdruck) | Niedersedlitz                    | um 1900 (Fabrik) | stattlicher Gebäudekomplex aus mehreren zusammenhängenden Teilen auf T-förmigem Grundriss, überwiegend bauzeitliches Erscheinungsbild, daher von baugeschichtlichem und industriegeschichtlichem Interesse | 09215936 |
| Direkt Bild zu diesem Denkmal hochladen | Fabrikgebäude und Fabrikantenvilla | Niedersedlitz                    | um 1900 (Fabrik) | in bauzeitlicher Architektursprache erhaltene Gebäude mit bauhistorischem und industriegeschichtlichem Dokumentationswert | 09215946 |
|                                         | Malzfabrik Gebrüder Pick; Malzfabrik Niedersedlitz                                                                                               | Niedersedlitz                    | 1875/1895 (Mälzerei) | Fabrikanlage; monumentaler Komplex an der Straße des 17. Juni aus mittlerem Ursprungsbau der Mälzerei (um 1885), an der Ecke zur Reisstraße gelegener erster und zweiter Erweiterung (1895 und 1897–1898) sowie der dritten Erweiterung im Osten (1914–1916), Ursprungsbau mit Mälzereigebäude und zwei Darren an der Eisenbahnstrecke sowie im rechten Winkel angebauter Tenne mit Giebel zur Straße des 17. Juni, zweite und dritte Erweiterung mit Vordergebäude für Maschinenstube, Kesselhaus, Lager und verschiedene Aufbereitungsräume sowie rückwärtigem Flügel (an der Reisstraße) für Malztennen, Quell- und Ausweichräume usw., die dritte und jüngste Erweiterung mit Malzsilo, mehrgeschossiger Putzerei, Kohlensilo, Darren sowie markanten Abluftschornsteinen und rückwärtigem Anbau für Gerstenböden, Tennen und Weichhaus, einer der bauv industriegeschichtlich sowie städtebaulich bedeutendsten hiesigen Fabrikbauten um 1900, letzte authentisch erhaltene Malzfabrik von Dresden, neben Industriegelände an der Königsbrücker Straße beeindruckendste Fabrikkomplex der Landeshauptstadt | 09212606 |
| Direkt Bild zu diesem Denkmal hochladen | Pumpspeicherwerk Niederwartha (Sachgesamtheit)                                                                                                   | Niederwartha                     | 1927–1930 (Pumpspeicherwerk) | Sachgesamtheit Pumpspeicherwerk Niederwartha mit folgenden Einzeldenkmalen: Maschinenhaus (Krafthaus), Betriebs- und Schaltanlagengebäude (Verwaltungsgebäude einschließlich Schaltstation), Mehrzweckgebäude (Werkstattgebäude), Umspannstation einschließlich Kompressorenhaus und Einstiegsbauten (1960er Jahre), unteren Druckrohrleitungen (Triebwasserleitungen), Schieberhaus (Apparatehaus, Drosselklappenhaus), Wasserschlössern, oberen Druckrohrleitungen (Triebwasserleitungen) und Einlaufbauwerk (siehe auch Einzeldenkmaldokument obj 09275193, gleiche Anschrift), des Weiteren mit Fläche des Werksgeländes, unterem Speicherbecken (Unterbecken) und oberem Speicherbecken (Oberbecken)(Sachgesamtheitsteile); erstes leistungsstarkes reines Pumpspeicherwerk der Welt, galt als eine technische Pionierarbeit, eine der markantesten Industriearchitekturen von Dresden, baugeschichtlich, ortshistorisch und technikgeschichtlich sowie künstlerisch bedeutend, zudem singulär | 09303201 |
| Weitere Bilder                          | Pumpspeicherwerk Niederwartha (Sachgesamtheit)                                                                                                   | Niederwartha                     | 1927–1930 (Pumpspeicherwerk) | Einzeldenkmale o. g. Sachgesamtheit: Maschinenhaus (Krafthaus), Betriebs- und Schaltanlagengebäude (Verwaltungsgebäude einschließlich Schaltstation), Mehrzweckgebäude (Werkstattgebäude), Umspannstation einschließlich Kompressorenhaus und Einstiegsbauten (1960er Jahre), untere Druckrohrleitungen (Triebwasserleitungen), Schieberhaus (Apparatehaus, Drosselklappenhaus), Wasserschlösser, obere Druckrohrleitungen (Triebwasserleitungen), Einlaufbauwerk, dazu die Technik aus den 1950er und 1960er Jahren insbesondere im Krafthaus, Verwaltungsgebäude, Drosselklappenhaus und Einlaufbauwerk; erstes leistungsstarkes reines Pumpspeicherwerk der Welt, galt als eine technische Pionierarbeit, eine der markantesten Industriearchitekturen von Dresden, baugeschichtlich, ortshistorisch und technikgeschichtlich sowie künstlerisch bedeutend, zudem singulär | 09275193 |
| Direkt Bild zu diesem Denkmal hochladen | Obere Mühle | Niederwartha                     | Wohnhaus und Gewerbegebäude (Wohnhaus) | Wohnhaus mit angebauten Gewerbegebäude, Nebengebäude mit Uhrturm, Mühlenmodelle im Garten, Schauer, Mühlgraben sowie Mühlteich mit Überlauf und Wehr; Hauptgebäude der Mühle dient heute Wohnzwecken, Sägemühle bis heute sporadisch und elektrisch betrieben, 1842 als Mahl- und Schneidemühle errichtet, Gewerbegebäude mit verbrettertem Fachwerkobergeschoss, baugeschichtlich, technikgeschichtlich und ortsgeschichtlich bedeutend | 09275234 |
|                                         | Wegestein | Niederwartha                     | bezeichnet 1832 (Wegestein) | Stele mit gestaltetem Abschluss und Inschrift zu Weistropp und Oberwartha, ortsgeschichtlich und verkehrsgeschichtlich bedeutend | 09275252 |
|                                         | Wegestein | Niederwartha                     | um 1830 (Wegestein) | Stele mit gestaltetem Abschluss und Inschrift (Wildberg und Meißen sowie Weistropp und Wilsdruff einschließlich Richtungsweiser), ortsgeschichtlich und verkehrsgeschichtlich bedeutend | 09275236 |
| Direkt Bild zu diesem Denkmal hochladen | Untere Mühle; Bäckerei Kurt Reibig (ehem.) | Niederwartha                     | 1880er Jahre (Mühle) | ehemalige Mühle mit Bäckerei und Mühlgraben; Mühle schon im 14. Jahrhundert erwähnt, 1894 umfassender Umbau zu Mühle mit Bäckerei, Hauptgebäude heute Wohnhaus, Mühlgraben mit verbrettertem Überbau, baugeschichtlich, technikgeschichtlich und ortsgeschichtlich bedeutend | 09275231 |
| Direkt Bild zu diesem Denkmal hochladen | Wegestein mit Schaft, Inschrift und außergewöhnlicher Kopfgestaltung                                                                             | Oberpoyritz                      | 2. V. 19. Jahrhundert (Wegestein) | bedeutend für Verkehrsgeschichte | 09300887 |
| Weitere Bilder                          | Lochmühle | Oberwartha                       | bezeichnet 1809 (Mühle) | ehemaliges Mühlengebäude; markantes Fachwerkgebäude mit seitlichem Portal, die Nebengebäude erst um 1970, ortsgeschichtlich und baugeschichtlich von Wert sowie landschaftsgestalterisch bedeutend | 09275133 |
| Direkt Bild zu diesem Denkmal hochladen | Wasserpumpe und Brunnenhaus | Pappritz                         | 19. Jahrhundert (Wasserversorgungsund Abwasseranlage) | Wasserpumpe und Brunnenhaus | 09283261 |
| Direkt Bild zu diesem Denkmal hochladen | Clemens Müller-Fabrik | Pieschen-Nord                    | 1883 (Fabrik) | Ehemalige Tischlerei; Halle an der Zeithainer Straße, markanter Industriebau mit hohem Satteldach und historisierenden Fassaden um 1883 errichtet, für einen Nutzbau gestalterisch anspruchsvoll, bildet mit den Werksgebäuden zwischen Heidestraße und Zeithainer Straße einen ehemaligen Industriekomplex, der an die Geschichte Pieschens als Arbeitervorort erinnert, heute als Sportgeschäft genutzt, bau- und stadtentwicklungsgeschichtlich bedeutend | 09216406 |
| Weitere Bilder                          | Göhle-Werk; Grafischer Großbetrieb Völkerfreundschaft (ehem.)                                                                                    | Pieschen-Nord                    | 1938–1940 (Fabrikanlagenteil); um 1915 (Fabrikanlagenteil); 1942 (Gefolgschaftshaus) | Zwei Produktionsgebäude jeweils mit zwei rückwärtige sogenannten Schutztreppenhäuser, Gemeinschaftshaus/Gefolgschaftshaus, Pförtnerhaus und Freiflächengestaltung einschließlich niedriger Einfassungsmauer; Produktionsgebäude an der Heidestraße (1938–1940) lang gestreckter Bau mit streng vertikaler Gliederung durch Halbsäulen, dazwischen eingespannte Brüstungsfelder, funktional angelegter Bau mit gestalterischem Anspruch (Großenhainer Straße 101), die gleichzeitig entstandenen turmartigen Schutztreppenhäusern nach Georg Rüth, mit dicken massiven Wänden und Granatabweisern (Großenhainer Straße 101 und Riesaer Straße 32), das rückwärtige Produktionsgebäude mit Schmalseite zur Riesaer Straße, hier gestalterisch hervorgehobenes Portal, wohl der einstige Hauptzugang, im Kern um 1915, ursprünglich Clemens Müller AG, Hersteller von Näh- und Schreibmaschinen, innen bemerkenswerte Betonskelettkonstruktion, Fassaden später vereinfacht (Riesaer Straße 32), Gefolgschaftshaus mit Freiflächengestaltung (1942–1944), Heidestraße/Riesaer Straße, schlichter und zugleich repräsentativer Bau, seltenes Beispiel eines erhaltenen Gefolgschafthauses (Heidestraße 2), Anlage bau-, industrie- und stadtentwicklungsgeschichtlich sowie künstlerisch bedeutend | 09218219 |
| Direkt Bild zu diesem Denkmal hochladen | Ehemalige Kupferschmiede | Pieschen-Nord                    | um 1905 (Schmiede) | heute Wohnhaus, gehörte früher zur Villa Nr. 157, dieser gestalterisch angepasst, neben Lisenen Formen des geometrischen Jugendstils, bau- und ortsgeschichtlich bedeutend | 09216571 |
| Direkt Bild zu diesem Denkmal hochladen | Mälzerei (ehem.) | Pieschen-Nord                    | 1886 und 1925 (Pförtnerhaus) | Fabrikgebäude, Pförtnerhaus und Einfriedung (seit kurzem als Einkaufszentrum genutzt); um 1923 in klassischen Formen errichtete Villa, stadtentwicklungsgeschichtlich und bauhistorische Bedeutung | 09216351 |
| Weitere Bilder                          | Eschebachsche Werke (ehem.) | Pieschen-Nord                    | bezeichnet 1900 (Fabrik) | Vierflügelanlage mit Hoftrakt und frei stehendem, zweigeschossigen Bau an der Barbarastraße sowie Ladengebäude daneben; Anlage zumeist dreigeschossig einschließlich Halbgeschoß, an den Ecken und im mittleren Teil der Straßenfronten Risalite, zur Barbarastraße aufwendige, übergiebelte Portalanlage (bezeichnet 1900), Fassaden mit Klinkergerüst vor glatten Putzflächen, charakteristische Industriearchitektur um 1900, dabei eines der eindrucksvollsten Ensembles dieser Art in Dresden und wohl auch ganz Sachsen, vor allem baugeschichtlich und städtebaulich bedeutend | 09213843 |
|                                         | Wegesäule | Pillnitz                         | 1. H. 19. Jahrhundert (Wegestein) | Sandsteinstele mit Inschriften am Kopf, ortsgeschichtlich und verkehrsgeschichtlich bedeutend | 09301599 |
| Weitere Bilder                          | Schloss und Schlosspark Pillnitz; Rote Tritonengondel                                                                                            | Pillnitz                         | 1790 und 1979 (rest.) | Gondel mit Schutzdach; reich gestaltet, mit Aufbau, künstlerisch bedeutend | 09211548 |
| Direkt Bild zu diesem Denkmal hochladen | Wegestein mit Schaft und Inschrift | Pillnitz                         | 2. H. 19. Jahrhundert (Wegestein) | bedeutend für Verkehrsgeschichte | 09300886 |
| Weitere Bilder                          | Hofmühle; Bienertmühle; Bienertvilla; Hochplauensches Wasserhaus                                                                                 | Plauen                           | 2. Hälfte 19. Jahrhundert (Mühle); 1863 (Fabrikantenvilla); 1863 (Parkanlage); Ende 19. Jahrhundert (Bäckerei); 18. Jahrhundert (Brunnenhaus)                                                | Mühlenkomplex mit Maschinenhaus, Turbinenraum, Weizenmühle, Getreidereinigung, Kesselhaus, Getreidewäscherei, Roggenmühle, Mehlspeicher, Raffinerie, Bäckerei, Verkaufs-, Wohn- und Betriebsgebäude, Schornstein sowie Gebäuden östlich der Gleisanlage (Nr. 11, 13, 15), dazu Fabrikantenvilla (Wohnhaus von Gottlieb Traugott Bienert, im hinteren Teil des Anwesens), Wasserhaus sowie Park einschließlich Mühlgraben, Brücke, massivem Bau mit Terrasse/Pergola im Hangbereich (grottenartiger Bau oder Wagenremise) sowie „Riesenwehr“ aus eigentlichem Überfallwehr, mit Mauer versehenem Mühlgrabeneinlauf und zugehörigem Schützen; am Mühlengebäude bemerkenswerte Wappentafel des Kurfürsten August und der Kurfürstin Anna (bezeichnet 1570), Hausmarke und Bauinschrift (bezeichnet 1570) und Wappenstein mit kursächsischem Wappen (2.H.18.Jahrhundert), von der Mühlentechnik nur noch Teile erhalten, gesamte Anlage bau-, orts-, industrie- und personengeschichtlich sowie künstlerisch bedeutend | 09212080 |
|                                         | Fachwerkträger einer Straßenbrücke über die Weißeritz                                                                                            | Plauen                           | um 1890 (Straßenbrücke) | Anlage zur Fußgängerbrücke umgebaut, mittlerweile seltene Teile einer Brückenkonstruktion des ausgehenden 19. Jahrhunderts, bau- und technikgeschichtlich bedeutend | 09212111 |
|                                         | Fabrikationsgebäude | Plauen                           | um 1900 (Fabrikgebäude) | rückwärtig im Grundstück gelegen, markanter Klinker-Werkstein-Bau seiner Zeit, baugeschichtlich und industriegeschichtlich bedeutend | 09216091 |
|                                         | Dresdner Milchwerke | Plauen                           | bezeichnet 1909 (Fabrik) | Fabrikationsgebäude (nur mittlerer Teil mit Einfriedung) | 09216041 |
|                                         | Schwerter-Schokoladenfabrik (ehem.) | Plauen                           | 1915/1920 (Fabrik) | Fabrikgebäude (vorderer Teil) | 09216040 |
| Direkt Bild zu diesem Denkmal hochladen | Wasserhochbehälter und Volkspark Räcknitzhöhe (Sachgesamtheit)                                                                                   | Räcknitz                         | 1898 (Wasserversorgungs- und Abwasseranlage); 1898 (Wasserhochbehälter); 1905 (Wasserhochbehälter); um 1898 (Betriebsbeamtenwohnhaus)                                                        | Einzeldenkmale der o. g. Sachgesamtheit, zwei Wasserhochbehälter bzw. Behälterkammern, Pumpenhaus, Beamtenwohnhaus, Toreinfahrt und Reste der Einfriedung (siehe auch Liste Sachgesamtheiten unter gleicher Anschrift – Obj. 09212221); baugeschichtlich, ortsgeschichtlich und technikgeschichtlich sowie landschaftsgestalterisch von Wert | 09213079 |
| Weitere Bilder                          | Wasserhochbehälter und Volkspark Räcknitzhöhe (Sachgesamtheit)                                                                                   | Räcknitz                         | 1898 (Volkspark); 1898 (Sachgesamtheit) | Sachgesamtheit Wasserhochbehälter und Volkspark Räcknitzhöhe, zwei Wasserhochbehälter, Pumpstation, Wohnhaus für Betriebsbeamte, Toranlage und Reste der Einfriedung (siehe Einzeldenkmalliste – Obj. 09213079) sowie Parkanlage (Gartendenkmal); baugeschichtlich, ortsgeschichtlich und technikgeschichtlich sowie landschaftsgestalterisch von Wert | 09212221 |
| Direkt Bild zu diesem Denkmal hochladen | Waldschlößchen-Brauerei | Radeberger Vorstadt              | 1868/1878 und später (Kelleranlagen) | Tonnengewölbte Keller (siehe Am Brauhaus 8b/10a) | 09214458 |
| Direkt Bild zu diesem Denkmal hochladen | Waldschlößchen-Brauerei (ehem.) | Radeberger Vorstadt              | um 1910 (Torhaus) | Torhaus mit Toranlage (siehe Am Brauhaus 8b/10a) | 09217757 |
| Direkt Bild zu diesem Denkmal hochladen | Waldschlößchen-Brauerei (ehem.) | Radeberger Vorstadt              | um 1910 (Brauerei) | Zwei Brunnenhäuser mit anschließender Toranlage (siehe Am Brauhaus 8b/10a) | 09217758 |
| Direkt Bild zu diesem Denkmal hochladen | Waldschlößchen-Brauerei; Sozietätsbrauerei zum Waldschlösschen; Brauhaus am Waldschlösschen                                                      | Radeberger Vorstadt              | 1837–1838 (Brauerei); 1866 (Brauerei) | Vorderer Teil des ehemaligen Brauereihauptgebäudes mit elbseitiger Terrasse, Sandstein-Stützmauersystem vor allem an der Bautzner Straße (auf den Flurstücken 1648/2, 1648/6, 1648/7 und 1648/8) einschließlich zweier repräsentativer Treppenanlagen und dem Erinnerungsdenkmal an das Sängerfest von 1865; Brauereihauptgebäude heute Gaststätte, ortsgeschichtliche bedeutend (siehe auch Am Brauhaus 3, 4 und 6 sowie Sudhausweg 3–9) | 09217756 |
|                                         | VEB Minol (ehem.) | Radeberger Vorstadt              | 1927 (Tankstelle) | Tankstelle; als Zeugnis der Verkehrsgeschichte, technikgeschichtlich sowie baukünstlerisch von Bedeutung, zudem von Seltenheitswert | 09218825 |
|                                         | Hauptwasserwerk auf der Saloppe (ehem.) | Radeberger Vorstadt              | 1871–1875 (Wasserwerk) | Wasserwerksgebäude mit Treppenaufgang, Toranlage einschließlich Torhaus/Pförtnerhaus, Einfriedung und (wohl) Teilen der alten technischen Ausstattung; Halle über bossiertem Sockel, an der Schmalseite Doppelturmfassade, älteste Wasserwerk Dresdens, schlossartiger historistischer Bau, orts- und begeschichtlich, landschaftsgestalterisch sowie städtebaulich bedeutend | 09211142 |
| Direkt Bild zu diesem Denkmal hochladen | Wasserwerk Albertstadt (ehem.) | Radeberger Vorstadt              | bezeichnet 1902 (Wasserwerk); bezeichnet 1915–1916 (Brunnenhaus) | Zwei Wohnhäuser, Maschinenhaus, Werkstattgebäude und turmartiges Brunnenhaus an der Straße; Anlage vor allem orts-, technik- und wirtschaftsgeschichtlich bedeutend | 09215336 |
| Direkt Bild zu diesem Denkmal hochladen | Wasserwerk Saloppe (I) und Hosterwitz (III) | Radeberger Vorstadt              | 1872–1875 (Wasserhochbehälter); 1904–1908 (Wasserhochbehälter) | Zwei Hochbehälter mit Einstiegsbauwerken/Schieberhäusern, dazu Terrassen und Treppenanlagen; der ältere, 1872–1875 errichtete Speicher gehört zur Saloppe, der jüngere, 1908 in Betrieb gegangene zum Wasserwerk Hosterwitz, ausgesprochen beeindruckende und konstruktiv bemerkenswerte technische Bauwerke, dokumentieren die Versorgung der nach der Mitte des 19. Jahrhunderts sprunghaft angestiegenen Dresdner Bevölkerung, orts- und technikgeschichtlich bedeutend | 09210404 |
| Direkt Bild zu diesem Denkmal hochladen | Cichorien und Runkelrüben-Kaffee-Fabrik (ehem.)                                                                                                  | Radeberger Vorstadt              | 1.H.19.Jahrhundert (Fabrikgebäude) | Zwei Gebäude und Mauerrest unmittelbar an der Straße; | 09215497 |
| Direkt Bild zu diesem Denkmal hochladen | Moden-Akademie; Schnittmustermanufaktur (ehem.)                                                                                                  | Radeberger Vorstadt              | um 1865 (kleineres Gebäude); Ende 1880er Jahre (größeres Gebäude) | Zwei Gewerbegebäude aus verschiedenen Bauepochen (siehe auch Prießnitzstraße 62) | 09215521 |
| Direkt Bild zu diesem Denkmal hochladen | Waldschlößchen-Brauerei (ehem.) | Radeberger Vorstadt              | um 1895 (Remisengeb. mit Stall) | Stall und Remisengebäude (siehe Am Brauhaus 8b/10a) | 09217759 |
|                                         | Rähnitzer Säule | Rähnitz                          | bezeichnet 1827 (1828) | Meridiansäule; hoch aufragende, sich verjüngende Stele mit Inschrifttafel, bedeutsames Zeugnis des Vermessungswesens in Sachsen | 09210429 |
| Direkt Bild zu diesem Denkmal hochladen | Wegesäule | Reitzendorf                      | Mitte 19. Jahrhundert (Wegestein) | Stele mit geschweiftem Abschluss, Inschrift | 09283679 |
| Weitere Bilder                          | Reitzendorfer Windmühle | Reitzendorf                      | 1861 (Mühle) | Windmühle; Turmholländer, landschaftsprägende Wirkung, ohne technische Ausstattung, heute Wohnhaus, Zeugnis der ländlichen Müllerei und Versorgung, 1987 vollständige Konstruktion, einschließlich der Flügel, ortsgeschichtlich und versorgungsgeschichtlich von Bedeutung | 09283678 |
| Direkt Bild zu diesem Denkmal hochladen | Reitzendorfer Mühle | Reitzendorf                      | bezeichnet 1852 (Mühle) | Mühlengebäude mit rechtem Anbau, Wehranlage und eiserner Handschwengelpumpe; später auch als Gasthof genutzt, Zeugnis der ländlichen Müllerei und Versorgung, ortsgeschichtlich und versorgungsgeschichtlich von Bedeutung | 09283693 |
| Direkt Bild zu diesem Denkmal hochladen | Wegesäule | Rennersdorf                      | bezeichnet 1811 (Wegestein) | Sandstein mit rautenförmigem Querschnitt, herausgearbeiteter Krone und Inschrift, ortsgeschichtlich bedeutend | 09283197 |
| Direkt Bild zu diesem Denkmal hochladen | Pappritzmühle (ehem.) | Rochwitz                         | 18. Jahrhundert, 1. H. 19. Jahrhundert (Mühle) | Mühlengebäude | 09211605 |
| Direkt Bild zu diesem Denkmal hochladen | Bockmühle | Schönfeld                        | bezeichnet 1799 (Türsturz) | Fachwerkhaus mit Anbau, bezeichnet im Türsturz und am Giebel, freistehende Scheune (verbrettert) und Keller | 09283720 |
| Direkt Bild zu diesem Denkmal hochladen | Mühlteich; Schulteich | Schullwitz                       | 18./19. Jahrhundert (Teich) | Teich mit Brücke | 09283554 |
| Direkt Bild zu diesem Denkmal hochladen | Wegestein | Schullwitz                       | 2. Hälfte 19. Jahrhundert (Wegestein) | Sandsteinstele mit vertieften Inschriftfeldern (Inschriften: Napoleonstein, Eschdorf, Weißig und Rossendorf einschließlich Richtungsweiser), ortsgeschichtlich und verkehrsgeschichtlich von Bedeutung | 09305680 |
| Weitere Bilder                          | Hauptbahnhof Dresden | Seevorstadt-Ost/Großer Garten    | 1893–1898 (Personenbahnhof); 1895 (Figurengruppe mit Saxonia) | Bahnhofsgebäude mit Portal des Ostbaus und Pavillonanbau an der Nordseite; Bahnsteighalle, dreischiffig, mit vor das mittlere Schiff gesetztem Empfangsgebäude, trotz baulicher Veränderungen einer der architektonisch bedeutsamsten deutschen Bahnhöfe aus dem späten 19. Jahrhundert, Hauptfassade durch Kuppel und seitliche Turmbauten gestalterisch hervorgehoben, an der Nordseite Pavillonanbau (sog. Königspavillon), Anlage vor allem baugeschichtlich und künstlerisch bedeutend, zudem von Belang für die Verkehrsgeschichte | 09213823 |
| Direkt Bild zu diesem Denkmal hochladen | Verwaltungsgebäude und Fabrikeingang | Seevorstadt-West                 | 1902–1903 (Verwaltungsgebäude) und um 1950 (Fabrik) | Verwaltungsgebäude und Fabrikeingang | 09216717 |
| Direkt Bild zu diesem Denkmal hochladen | Gaswerk Dresden-Reick (ehem.) | Seidnitz                         | 1878 (kleiner Gasometer); 1906 (großer Gasometer); 1878 (Pförtnerhaus); 1878 (Einfriedung); 2. H. 19. Jahrhundert (gelbes Haus)                                                              | Zwei Gasometer, Pförtnerhäuschen, Fabrikgebäude (sogn. Gelbes Haus), Verwaltungsgebäude (sogn. Weißes Haus), Brunnenhaus und Einfriedung; bemerkenswerte industriegeschichtliche Anlage, die Gasometer baugeschichtlich von Belang, der von Erlwein entworfene Bau zudem künstlerisch bedeutend | 09213685 |
| Direkt Bild zu diesem Denkmal hochladen | Schulzenmühle | Steinbach                        | 19. Jahrhundert, Kern älter (Mühle) | Hofanlage mit Wohnhaus, Scheunen und Hofeinfahrt | 09283225 |
| Direkt Bild zu diesem Denkmal hochladen | Wegesäule | Steinbach                        | 2. Hälfte 19. Jahrhundert (Wegestein) | Sandstein, ortsgeschichtlich bedeutend | 09283154 |
|                                         | Brücke | Strehlen                         | 19. Jahrhundert (Straßenbrücke) | ein Bogen in regelmäßigen Sandsteinquadern mit massiver Balustrade, überquert den Kaitzbach auf dem Anger im südlichen Abschnitt der Straße Altstrehlen, ortsgeschichtlich und baugeschichtlich von Bedeutung | 09213806 |
|                                         | Linienverzweiger der Deutschen Reichspost | Strehlen (Karte)                 | um 1920 (Kabelverzweiger) | Telefonanschlusshäuschen; Linienverzweiger, polygonales Metallgehäuse auf Kunststeinsockel mit Lüftungshaube, Deutsche Reichspost, in Ecklage August-Bebel-/Gustav-Adolf-Straße, von Seltenheits- und Dokumentationswert, technikgeschichtlich von Bedeutung Häuschen wurde im April 2020 abgerissen | 09305017 |
| Weitere Bilder                          | Bahnhof Dresden-Strehlen | Strehlen                         | 1901–1902 (Personenbahnhof) | Haltepunkt mit Empfangsgebäude, Bahnsteigüberdachung, Aufgang mit Treppenanlage und Toranlage; Empfangsgebäude in zwei zweigeschossigen Flügeln im Winkel, Satteldächer mit Giebeln in Anlehnung an die deutsche Renaissance, im Winkel eingespannt ein eingeschossiger Baukörper für das einstige Bahnhofs-Restaurant, historisierend mit Klinker-Sandstein-Fassaden und großem Gestaltungsdrang, baugeschichtlich, eisenbahngeschichtlich und ortsgeschichtlich bedeutend | 09212483 |
| Weitere Bilder                          | Herrenmode Dresden | Striesen-Ost                     | um 1910 (Fabrik- und Verwaltungsgebäude); um 1970, Strukturwand/Formsteinwand (Einfriedung)                                                                                                  | Fabrik- und Verwaltungsgebäude mit jüngerer Einfriedung aus Betonformsteinelementen und Zaun; markanter Bau der versachlichten Architektur um 1910, Gebäude eines bedeutsamen Dresdner Industrieunternehmens, bau- und ortsgeschichtlich bedeutend, die um 1970 entstandene Einfriedung, wohl von Karl-Heinz Adler, künstlerisch bedeutend | 09213321 |
| Direkt Bild zu diesem Denkmal hochladen | Georg A. Jasmatzi AG, Türkische Tabake u. Cigaretten-Fabrik; Vereinigte Zigarettenfabriken Dresden                                               | Striesen-Ost                     | 1912–1913 (Tabakfabrik) | Fabrikgebäude mit Übergang zum älteren Gebäude des Jasmatzi-Werkes, zwei Putten am Eingang und Einfriedung; einst Hauptkontor sowie Einkaufs- und Reklame-Abteilung, weitgehend original erhaltenes und exemplarisches Beispiel der Industriearchitektur um 1910, baugeschichtlich bedeutend, erinnert zudem an die Bedeutung Dresdens als Zentrum der Tabakproduktion Anfang des 20. Jahrhunderts, industrie- und ortsgeschichtlich bedeutend | 09213320 |
|                                         | ICA-Werk (ehem.) | Striesen-Ost                     | 1936–1937 (Fabrik) | Fabrikgebäude; bemerkenswertester Dresdner Industriebau aus den 1930er Jahren, architekturhistorisch bedeutend (typisch für die von der Moderne geprägten Industriebauten der NS-Zeit, mit seinem klar gegliederten Baukörper dabei auch von gestalterischer Prägnanz und Qualität) | 09213327 |
|                                         | Ernemann-Werke mit Ernemann-Turmhaus; Zeiss-Ikon; Pentacon; Technische Sammlungen                                                                | Striesen-Süd                     | 1916–1923 (Kamerafabrik) | Fabrikgebäude; eindrucksvolle Anlage über U-förmigem Grundriss aus rechteckigen Grundkörpern und hervorgehobenem Turmbau an der Ecke Schandauer und Junghansstraße, klares Fassadenraster mit Lisenengliederung und durchgehenden Fensterbändern, Verbindung zum gegenüberliegenden Fabrikteil (siehe Junghansstraße 2) durch Übergang, am Ostgiebel bemerkenswerte Reklame aus den fünfziger oder sechziger Jahren, gestalterisch und architekturhistorisch einzigartiger Industriebau der klassischen Moderne, mit seinem weithin sichtbaren runden und abgestuften Turmaufsatz ortsbildprägend (Bedeutung für die Stadtsilhouette), zudem historisch und industriegeschichtlich bedeutend | 09213304 |
|                                         | Ernemann-Werke (ehem.) | Striesen-Süd                     | bezeichnet 1898, wohl 1897–1898 (Kamerafabrik) | Markantes Fabrikgebäude gegenüber dem Turmhaus; als Teil der ehemaligen Ernemann-Werke historisch und baugeschichtlich und industriegeschichtlich bedeutend, zudem ortsbildprägend (siehe auch Junghansstraße 1–3). | 09213302 |
|                                         | United A.G. Zigarettenmaschinenfabrik; Zigaretten- und Tabakfabrik Lande (ehem.)                                                                 | Striesen-Süd                     | 1913–1914 (Fabrik) | Fabrikgebäude über U-förmigem Grundriss, bemerkenswertes Treppenhaus; erinnert an die Bedeutung Dresdens für die Tabakindustrie vor allem Anfang des 20. Jahrhunderts, zudem charakteristisches Beispiel der Industriearchitektur seiner Zeit, ortsgeschichtlich und baugeschichtlich bedeutend | 09213346 |
|                                         | Feldschlösschen-Brauerei | Südvorstadt-West                 | 1896–1897 (Brauerei) | Zweigeschossiger Klinkerbau mit mittlerem Turm (Maschinenhaus) und rückwärtigem Anbau, an der Vorderfront Sgraffito aus den 1950er Jahren (Flst. 505/2) sowie erhaltener Bereich der Kelleranlage an der Zwickauer Straße mit insgesamt neun 22 m langen Tonnengewölben und ebenfalls gewölbtem Verbindungsgang von etwa 70 m sowie einer gestalterisch bemerkenswerten Stützmauer; bedeutsames Zeugnis der Dresdner Brauindustrie und markantes Beispiel der zeitgenössischen Industriearchitektur, baugeschichtlich und wirtschaftsgeschichtlich bedeutend | 09215722 |
| Weitere Bilder                          | TU Dresden; Walther-Pauer-Bau | Südvorstadt-West                 | um 1930 (Hochschulanlagenteil) | Feuerwehrschuppen und Heizkraftwerk mit Schornstein (ehem.); Teil der einstigen Technischen Hochschule, heute TU Dresden, schlichte Klinkerbauten, der markante Schornstein mit unterschiedlich farbigen Klinkern und Ornamentgestaltung, geschichtlich bedeutend | 09212512 |
|                                         | Mühlenbauanstalt und Maschinenfabrik vormals Gebr. Seck; Teekanne GmbH Radebeul                                                                  | Südvorstadt-West                 | 1909–1911 (Verwaltungsgebäude) | Verwaltungsgebäude; repräsentatives Gebäude mit hervorgehobenem Mittelteil, seitliche Fassaden durch Lisenen gegliedert, bemerkenswerter Industriebau seiner Zeit, baugeschichtlich wertvoll, als Teil einer der bedeutendsten Mühlenbauanstalten Sachsens und Deutschlands, man belieferte auch andere Länder, Maschinen von Seck stehen noch heute (2011) in der Dieschourg-Mühle im luxemburgischen Lauterborn, vor allem industriegeschichtlich von Belang | 09215725 |
|                                         | Universelle; Tabakuni; Tabak- und Industriemaschinen                                                                                             | Südvorstadt-West                 | 1940 oder 1942 (Fabrik) | Fabrikations- und Verwaltungsgebäude; Zigaretten-Maschinenfabrik, markantes Beispiel der Architektur der NS-Zeit mit repräsentativem und wuchtigem Kopfbau sowie rechteckigem Trakt mit aneinandergereihten Fensterachsen, welche die monumentale Wirkung der Anlage noch unterstreichen, bau- und industriegeschichtlich bedeutend | 09216720 |
|                                         | BR 89 6009 | Südvorstadt-West                 | bezeichnet 1902 (Lokomotive) | Nebenbahnlokomotive/preussische Bauart; von der Firma Humboldt aus Köln-Kalk, vergleichsweise altes Exemplar, technikgeschichtlich bedeutend, mit Seltenheitswert | 09210369 |
|                                         | BR 62 015 | Südvorstadt-West                 | 1928 (Lokomotive) | Schwere Personenzuglokomotive/Einheitsbauart | 09210365 |
|                                         | BR 03 001 | Südvorstadt-West                 | 1930 (Lokomotive) | Leichte Einheitsschnellzuglokomotive | 09210364 |
|                                         | BR 01 137 | Südvorstadt-West                 | 1935 (Lokomotive) | Schwere Einheitsschnellzuglokomotive | 09210363 |
| Direkt Bild zu diesem Denkmal hochladen | Schnellzugwagen C4ü Sa 07 der Königlich Sächsischen Staatseisenbahnen mit Bestuhlung der 3. Klasse (Holzlattenbänke)                             | Südvorstadt-West                 | 1909 (Reisezugwagen) | letzte Betriebsnummer als Reisezugwagen: „Dresden 17787“; als letzter existierender D-Zug-Wagen sächsischer Herkunft verkehrsgeschichtlich bedeutend und singulär | 09304149 |
| Direkt Bild zu diesem Denkmal hochladen | auf dem Gelände historischer Reisezugwagen Dresden 73 413 (Gattung C4i 35a, Bauart Heidenau-Altenberg)                                           | Südvorstadt-West                 | 1936 (Reisezugwagen) | Reisezugwagen von 1936 von Seltenheitswert und exemplarischem Wert, umgesetzt im April 2014 von Altenberg, Stadt, Müglitztalstraße 23 | 09305320 |
| Weitere Bilder                          | Wasserwerk II; Grundwasserwerk Tolkewitz | Tolkewitz                        | 1896–1898 (Kessel und Maschinenhaus); 1896 bis 1898 (Brunnenhaus); 1896 bis 1898 (Beamtenwohnhaus); 1896 bis 1898 (Nebenanlage)                                                              | Anlage mit Sammelbrunnen, Maschinen- und Kesselhaus, Wohnhaus für die Betriebsbeamten, altem Brunnenhaus (ohne Anbau) sowie Einfriedung; bau-, orts- und technikgeschichtlich sowie landschaftsgestalterisch bedeutend | 09213584 |
|                                         | Wasserwerk Trachau (ehem.) | Trachau                          | 1899–1900 (Wasserwerk) | Wasserwerk (ehem.) und Einfriedung; heute als Wohnhaus genutzt, typischer Klinkerbau der Jahrhundertwende in historisierender Formensprache, Fassade durch den Wechsel von roten und gelben Vormauerziegeln gestaltet, Gebäude ortsgeschichtlich und technikgeschichtlich bedeutend | 09210064 |
| Direkt Bild zu diesem Denkmal hochladen | Kellereimaschinenfabrik Mäurich; Ernst Mäurich Maschinen-Fabrik Dresden; Villa Bertha                                                            | Trachau                          | 1903–1904 (Fabrikantenvilla); 1911 (Gartenpavillon); 1903–1904 (Fabrikgebäude) | Anlage mit Fabrikantenvilla und Einfriedung, drei Fabrikgebäuden auf dem Werksgelände sowie Pavillon und Einfriedung an der Veteranenstraße; Villa aufwendiger Bau zwischen Historismus und Jugendstil mit Klinker-Sandstein-Fassade, Turmanbauten und weitgehend original erhaltener Flur- und Treppenhausausstattung aus der Entstehungszeit, die Fabrikgebäude mit zeittypischen, verschiedenfarbigen Klinkerwänden, Komplex baugeschichtlich, industriegeschichtlich und ortsgeschichtlich sowie in Teilen künstlerisch bedeutend | 09217330 |
| Direkt Bild zu diesem Denkmal hochladen | Fabrikantenvilla, Einfriedung und rückwärtiges Fabrikgebäude                                                                                     | Trachau                          | um 1900 (Fabrikantenvilla) | Fabrikgebäude mit zeittypischen, verschiedenfarbigen Klinkerwänden, Komplex baugeschichtlich, industriegeschichtlich und ortsgeschichtlich bedeutend | 09217333 |
| Weitere Bilder                          | Haltepunkt Dresden-Trachau | Trachau                          | 1900–1910 (Empfangsgebäude) | Bahnhof mit Empfangs- und Wirtschaftsgebäude; die Bahnlinie erhielt erst 1902 einen Halt in Trachau, baugeschichtlich, industriegeschichtlich und ortsgeschichtlich bedeutend | 09217334 |
| Weitere Bilder                          | Schiffswerft Übigau; Kette-Werft (ehem.) | Übigau                           | 1885–1886 (Maschinenbauhalle); 1885–1895, bezeichnet 1895 (Kesselschmiede); 1902 (Kessel- und Maschinenhaus); 1891 (Drehkran)                                                                | Zwei Fabrikgebäude, Kesselhaus und Maschinenhaus und eiserner Drehkran; bedeutende Industrieanlage, die Gebäude zumeist mit markanten historisierenden Fassaden des späten 19. Jahrhunderts, Ensemble baugeschichtlich, industriegeschichtlich und ortsgeschichtlich bedeutend, Drehkran nach Art eines Fairbairn-Kranes von technikgeschichtlicher Bedeutung | 09218107 |
|                                         | Wegesäule | Unkersdorf                       | 1. Hälfte 19. Jahrhundert (Wegestein) | Sandstein mit herausgearbeiter Krone, dazu Inschrift (nach Oberwartha, Kaufbach und Hündorf), ortsgeschichtlich bedeutend | 09283054 |
| Weitere Bilder                          | Fernsehturm Dresden | Wachwitz                         | 1964–1969 (Fernsehturm) | Fernsehturm mit Ausstattung und Eingangshalle einschließlich Terrasse; als neues Wahrzeichen der Stadt charakterisierter Bau, mit seinen konstruktiven und technischen Parametern bau- und technikgeschichtlich bedeutend, eines der größten Bauwerke dieser Art in Deutschland | 09211889 |
|                                         | Wachwitzer Mühle (ehem.) | Wachwitz                         | 1808 (Mühle) | Mühlengebäude; heute als Wohnhaus genutzt | 09211777 |
| Weitere Bilder                          | Johannesbad | Wachwitz                         | 2. H. 19. Jahrhundert (Gasthaus) | Gasthaus mit Johannesturm und Rest einer Mühle; heute als Wohnhaus genutzt | 09211811 |
| Direkt Bild zu diesem Denkmal hochladen | Wohnhaus und Hinterhaus in offener Bebauung | Weißer Hirsch                    | 1935 (Wohnhaus); um 1880 (Hinterhaus) | qualitätvoller Wohnbau der 1930er Jahre mit schmuckloser Putzfassade, Klinkersockel, Mansardwalmdach, Mittelrisalit und prägende, abgerundete Balkone, Ansicht belebt durch Holzklappläden, baugeschichtlich und als Teil des reinen Villenstadtteils Weißer Hirsch stadtentwicklungsgeschichtlich von Belang | 09211762 |
|                                         | Wassergraben | Weißig                           | 18./19. Jahrhundert (Wasserelement) | bruchsteingebetteter Graben zwischen Haupt- und Südstraße, ortsgeschichtlich von Bedeutung, ortsbildprägend | 09283526 |
| Weitere Bilder                          | Marienbrücke I | Wilsdruffer Vorstadt             | 1846–1852 (Brückenwärterhaus) | Brückenhäuschen (siehe Marienbrücke) | 09210291 |
| Weitere Bilder                          | Sachsen; Junger Pionier | Wilsdruffer Vorstadt             | 1898 (Dampfmaschine) | Teile eines Personendampfers: Dampfmaschine und zwei Schaufelräder; technikgeschichtlich bedeutend (Eigentümerin ist die Sächsische Dampfschiffahrt mit Sitz Dresden, Hertha-Lindner-Straße 10, Anlagen sind derzeit ausgelagert und befinden sich auf der Werft in Rosslau) | 09218546 |
| Weitere Bilder                          | Schmilka | Wilsdruffer Vorstadt             | 1897 (Dampfmaschine) | Teile eines Personendampfers: Dampfmaschine und zwei Schaufelräder; technikgeschichtlich bedeutend (Eigentümerin ist die Sächsische Dampfschiffahrt mit Sitz Dresden, Hertha-Lindner-Straße 10, Anlagen sind derzeit ausgelagert und befinden sich auf der Werft in Rosslau) | 09218545 |
|                                         | Bahndammbefestigung | Wilsdruffer Vorstadt             | um 1900 (Eisenbahndamm) | stadtentwicklungsgeschichtlich bedeutend | 09210320 |
| Weitere Bilder                          | Marienbrücke II | Wilsdruffer Vorstadt             | 1898–1901 (Eisenbahnbrücke) | Eisenbahnbrücke aus Bögen und Pfeilern, Pfeiler und landseitige Bögen aus Sandstein, die mittleren vier Brückenteile als Gitterträger-Konstruktionen; bedeutsames Zeugnis der Verkehrsgeschichte, markantes Beispiel der Brückenarchitektur um 1900, wichtiger Teil der unverwechselbaren Elbsilhouette von Dresden, verkehrs- und baugeschichtlich sowie städtebaulich bedeutend (siehe auch Marienbrücke I) | 09216624 |
| Weitere Bilder                          | Marienbrücke I | Wilsdruffer Vorstadt             | 1846–1852 (Straßenbrücke) | Straßenbrücke, Wölbbrücke über zwölf Flachbögen mit Brückenhäuschen (siehe Devrientstraße 20) und landseitigen Treppenaufgängen; bis 1901 kombinierte Straßen- und Eisenbahnbrücke, bedeutsames Zeugnis der Verkehrsgeschichte, markantes Beispiel der Brückenarchitektur Mitte des 19. Jahrhunderts, wichtiger Teil der unverwechselbaren Elbsilhouette von Dresden, verkehrs- und baugeschichtlich sowie städtebaulich bedeutend (siehe auch Marienbrücke II) | 09213965 |
| Weitere Bilder                          | Heizkraftwerk Mitte (Sachgesamtheit); Elektrizitäts-Westkraftwerk (ehem.); Elektrizitäts-Lichtwerk (ehem.); Gasbereitungsanstalt (ehem.)         | Wilsdruffer Vorstadt             | 1897–1900 (Kohlekraftwerk); 1926–1927 (Heizkraftwerk) | Einzeldenkmale in o. g. Sachgesamtheit: Maschinenhalle mit östlicher Erweiterung, Verbindungsbau zum Schalthaus, Schalthaus mit Schaltwarte, Abspannturm sowie nördlicher Erweiterung inkl. erhaltener technischer Ausstattung, Kohlenschuppen/spätere mech. Werkstatt, Schalt- und Phasenschieberhaus inkl. vorgelagerte Trafokammern, Wohn- und Geschäftshaus, Reaktanzenhaus und Neues Schalthaus/Neue Heizzentrale (siehe auch Sachgesamtheitsliste unter gleicher Anschrift – Obj. 09305328); umfangreich erhaltener, seit Mitte des 19. Jahrhunderts gewachsener und deutlich von dem Stil der Neuen Sachlichkeit geprägter Gebäudebestand, ehem. Kraftwerksstandort heute eines der bedeutendsten Industriedenkmale Dresdens, als Zeugnis der städtischen Gas-, Elektrizitäts- und Wärmeversorgungsgeschichte von großer stadtgeschichtlicher, technikgeschichtlicher und baugeschichtlicher Bedeutung, zudem mit seinen in Backstein ausgeführten und nach wie vor ein unverwechselbares Ensemble bildenden Gebäuden stadtbildprägend und städtebaulich bedeutend | 09213853 |
| Weitere Bilder                          | Heizkraftwerk Mitte (Sachgesamtheit); Elektrizitäts-Westkraftwerk (ehem.); Elektrizitäts-Lichtwerk (ehem.); Gasbereitungsanstalt (ehem.)         | Wilsdruffer Vorstadt             | 1839, 2. Städt. Gasbereitungsanstalt (Kraftwerk); 1895, Elektrizitäts-Licht-Werk (Kraftwerk); 1900, Elektrizitäts-West-Kraftwerk (Kraftwerk); 1925–1928, Umbau zum Heizkraftwerk (Kraftwerk) | Sachgesamtheit Heizkraftwerk Mitte mit folgenden Einzeldenkmalen: Maschinenhalle mit östlicher Erweiterung, Verbindungsbau zum Schalthaus, Schalthaus mit Schaltwarte, Abspannturm sowie nördlicher Erweiterung inkl. erhaltener technischer Ausstattung, Kohlenschuppen/spätere mech. Werkstatt, Schalt- und Phasenschieberhaus inkl. vorgelagerte Trafokammern, Wohn- und Geschäftshaus, Reaktanzenhaus und Neues Schalthaus/Neue Heizzentrale (siehe auch Einzeldenkmalliste – Obj. 09213853) sowie folgenden Sachgesamtheitsteilen: bauliche Erweiterungen des Verbindungsbaus zwischen Maschinenhalle und Schalthaus, Zwischenbau am Neuen Schalthaus, Sozialgebäude, Einfriedung mit Pförtnerhaus und Freiflächen zwischen den Gebäuden inkl. historischer Pflasterung und Schienenfragmenten; umfangreich erhaltenes, seit Mitte des 19. Jahrhunderts gewachsener und deutlich von dem Stil der Neuen Sachlichkeit geprägtes Ensemble, ehem. Kraftwerksstandort heute eines der bedeutendsten Industriedenkmale Dresdens, als Zeugnis der städtischen Gas-, Elektrizitäts- und Wärmeversorgungsgeschichte von großer stadtgeschichtlicher, technikgeschichtlicher und baugeschichtlicher Bedeutung, zudem mit seinen in Backstein ausgeführten und nach wie vor ein unverwechselbares Ensemble bildenden Gebäuden stadtbildprägend und städtebaulich bedeutend | 09305328 |
| Weitere Bilder                          | Wohnstallhaus, Scheune mit östlichem Anbau, Seitengebäude, Einfriedung sowie Wäschemangel einer Bauernhofes                                      | Zaschendorf                      | Mitte 19. Jahrhundert (Wohnstallhaus); 1. Viertel 20. Jahrhundert (Wäschemangel) | charakteristische ländliche Bauten ihrer Zeit, Hauptgebäude mit Serlio-Motiv im Giebel, Mangel eine der wenigen auf dem heutigen Stadtgebiet Dresdens noch erhaltenen, baugeschichtlich und technikgeschichtlich bedeutend | 09306116 |
|                                         | Wegesäule | Zschertnitz                      | bezeichnet 1839 (Wegestein) | Sandsteinstele mit Inschriften, Eckprofile und kleinen Kapitellen am Kopf, ortsgeschichtlich bedeutend | 09301594 |
| Weitere Bilder                          | Kursächsische Postmeilensäulen (Sachgesamtheit)                                                                                                  | Zschertnitz                      | bezeichnet 1722 (Postdistanzsäule) | Postmeilensäule; Kopie einer Distanzsäule, verkehrsgeschichtlich von Bedeutung | 09304827 |
| Weitere Bilder                          | Kursächsische Postmeilensäulen (Sachgesamtheit)                                                                                                  | Zschertnitz                      | bezeichnet 1723 (Viertelmeilenstein) | Postmeilensäule; Kopie eines Viertelmeilensteins, verkehrsgeschichtlich von Bedeutung | 09304983 |